# Povijest Europe
Europa je igrala u svjetskoj povijesti mnogo važniju ulogu nego što bi se to očekivalo od njezinog ne odveć brojnog stanovništva ili veličine. Grci i Rimljani kolonizirali su velike dijelove sjeverne Afrike i zapadne Azije, a od 15. stoljeća naovamo, europski narodi uspostavili su trgovačka carstva po cijeloj zemaljskoj kugli. Industrijska revolucija u 18. stoljeću, ekonomski je ojačala Europu što joj je omogućilo dominaciju svjetskom trgovinom, a i oba svjetska rata započela su u Europi. Od 1945. opada globalni utjecaj Europe, a bogatstvo i moć prešli su u Sjevernu Ameriku i Aziju.

## Prapovijest
Iako se smatra da je život nastao na području afričkog kontinenta, daljnje vrste u čovjekovoj evoluciji pojavljuju se na europskom kontinentu. Homo erectus i Homo neanderthalensis se pojavljuju na europskom tlu puno prije pojave Homo sapiensa - modernog čovjeka. Ostaci najstarijeg Europljanina nađeni su u gruzijskom mjestu Dmanisi, a znanstvenici tvrde da su stari oko 1,8 milijuna godina. Prva pojava anatomski modernog čovjeka u Europi datira oko 35,000 godine pr. Kr. Dokazi o prvim nastambama datiraju iz 7. tisućljeća pr. Kr., a nađeni su u današnjoj Rumunjskoj, Bugarskoj i Grčkoj. Neolitik je u Europu stigao u 6. tisućljeću pr. Kr., s malim zakašnjenjem u dijelovima Sjeverne Europe gdje je stigao oko 5. ili 4. tisućljeća pr. Kr. Najstarija europska i jedna od najstarijih europskih civilizacija je Tripoljska civilizacija, a javlja se c. 5508. i traje sve do 2750. godine. pr. Kr., a nalazila se na području triju današnjih država - Ukrajine, Rumunjske i Moldavije.
U neolitiku se također javlja još jedna značajna europska civilizacija - civilizacija Camunni. Ostaci te civilizacije nađenu su u Valle Camonici, Italija, a značjna je po tome što je iza sebe ostavila više od 350,000 petroglifa, što je najveće nalazište u Europi.
Eneolitik u prapovijesnoj Europi donosi mnogo promjena, ali i konfuzije. Najvažniji događaj ovog perioda je dolazak srednjoazijskih naroda na tlo Europe, za koje povjesničari smatraju da su izvorni Indoeuropljani, no postoje određene teorije koje to pobijaju. Ostale pojave tijekom eneolitika su ekspanzija megalitizma te prva pojava ekonomske stratifikacije te, u vezi s tim, pojava prvih monarhija na Balkanu. Prve poznate pismene civilizacije na europskom tlu su Minojska, koja se pojavila na Kreti, te Mikenska, koja se pojavila na tlu današnje Grčke u 2. tisućljeću pr. Kr.
Iako je obrada željeza Egejcima poznata od 110. pr. Kr., u Srednju Europu je stigla tek 800. pr. Kr. Otkrićem obrade željeza, u Europi počinje željezno doba i razvijaju se mnoge kulture od kojih je najpoznatija ona Hallstattska. Ubrzo su se, zbog svoje tehnološke nadmoći, Indoeuropljani proširili i na područje Apenina i Iberije što je dovelo i do pojave civilizacija na tim područjima.

## Antika
Grci i Rimljani su toliko utjecali na europsku kulturu da je njihov utjecaj vidljiv u jeziku, kulturi, pravu, politici, znanosti i filozofiji. Antička Grčka bila je država sastavljena od mnogih polisa. U Ateni, jednoj od tih gradova-država, strateg Periklo razvija primitivni oblik demokracije. Tijekom Periklova doba, Atena je također bila najveće i najrazvijenije središte helenističkog svijeta. U Ateni su popularne bile i filozofske i političke debate, a među svi tim govornicima izdigla su se imena Platon, Sokrat i Aristotel, koji je ujedno bio i učitelj Aleksandar Veliki. Aleksandar Veliki, sin Filipa II., naslijedio je svog oca na čelu novoosnovane makedonske države i krenuo na pohod kojim je želio osvojiti svijet. Nakon nekoliko značajnih vojnih uspjeha, u kojima je palo i Perzijsko Carstvo, Aleksandar je svoj prvi poraz doživio u Indiji gdje da je porazio kralj Por. Pri povratku, Aleksandar i njegovi vojnici, prolaze kroz pustinjsku gdje Aleksandar i umire 323. godine.
Tijekom vrhunca grčke civilizacije, na području Apenina razvijala se nova civilizacija - Rimska. Nastala 753., osnutkom Rima, ta civilizacija razvijala se i u svojoj povijesti prošla sva tri, tada, poznata državna ustroja - kraljevstvo, republiku i carstvo. Svoj primarno jačanje, Rim doživljava nakon tri punska rata (264. pr. Kr. - 146. pr. Kr.) u kojima su spektakularno poražava snažnu Kartagu. Grčki utjecaj stigao je i do Rima, pa je s vremenom, i moćna Atena ušla u sastav rimske države pod zastavom Senata i rimskog naroda. Rimljani su se s vremenom proširili do Arabije na jugoistoku i do Britanije na sjeverozapadu. Najveći raspon Rim je imao tijekom vladavine cara Trajana 117. godine. Na svom vrhuncu 44. pr. Kr., događa se kriza. Tadašnji vođa, Gaj Julije Cezar biva ubijen u uroti (15. ožujka 44. pr. Kr., na blagdan Martovskih ida) pod optužbom da je uzeo diktatorske ovlasti. U kaosu nakon ubojstva Cezara, njegov nećak Oktavijan uspijeva poraziti svog konkurenta za prijestolje, Marka Antonija, u bitci kod Akcija 31. pr. Kr. i nakon 4 godine, 27. pr. Kr., uspostavlja Rimsko Carstvo.

### Antička Grčka
| Sokrat, najutjecajniji grčki filozof i jedan od otaca zapadnječka filozofije. Njegovi sporovi s relativističkim nazorima sofista bit će jedan od temelja za razvoj ontološkog razdoblja grčke filozofije. |  | Sokrat, najutjecajniji grčki filozof i jedan od otaca zapadnječka filozofije. Njegovi sporovi s relativističkim nazorima sofista bit će jedan od temelja za razvoj ontološkog razdoblja grčke filozofije.                                             |
| Sokrat, najutjecajniji grčki filozof i jedan od otaca zapadnječka filozofije. Njegovi sporovi s relativističkim nazorima sofista bit će jedan od temelja za razvoj ontološkog razdoblja grčke filozofije. |  | Platon, Sokratov učenik i jedna od centralnih ličnosti ontološkog razdoblja. U svom je djelu (Država) kritizirao atensku demokraciju, a ostao je i zapamćen po pravcu znanom kao objektivni idealizam u kojem razlaže svoju slavnu teoriju o Idejama. |

Stara Grčka je kao država bila sastavljena od više stotina polisa (gradova-država) koji su se međusobno razlikovali i prema političkim, ali i kulturološkim osobinama. Atena i Sparta su tijekom grčke povijesti bile najznačajnije, ali i jedne od najrazličitijih, grčkih polisa. Sparta, militaristička država osnovana na načelu ratovanja, stege i želje za pobjedom bila je čista suprotnost Ateni. Atena, kao kulturno središte Stare Grčke, potiče razvoj filozofije, književnosti, teatra, politike, sporta i znanosti. Atena je također bila prva država u kojoj se razvio, doduše primitivni, nekakav oblik demokracije. Svoje korijene, atenska demokracija dobiva tijekom vladavina Solona i Klistena, dok svoj vrhunac, koji ujedno rezultira političkom, kulturnom i gospodarskom nadmoći Atene, doživljava tijekom vladavine stratega Perikla. Ovaj oblik demokracije je prvi put u povijesti omogućio da demos izabire vlast i debatira o zakonima. Iz tih javnih debata izdigao se jedan od najvećih filozofa u povijesti, Sokrat, jedan od osnivača zapadnjačke filozofije. Sokrat je najznačajniji po utemeljenju sokratske metode koja se i danas koristi. Sokratska metoda se primjenjuje postavljanjem pitanja ne samo sa svrhom dobivanja odgovora na njih, već i sa svrhom poticanja na vlastito zaključivanje koje bi dovelo do boljeg uvida u problem. Upravo zbog te metode, Sokrat je optužen, ali i osuđen za "korumpiranje" atenske mladeži jer su se njegovi govori kosili s tadašnjim vjerskim pogledima. Sokrat je u skladu s tom optužbom osuđen na smrt, te je morao popiti otrov. Platon, Sokratov učenik, sljedeća je velika filozofska ličnost grčke povijesti. Platon je u svojem djelu Država oštro kritizirao atensku demokraciju i stvorio tip idealne države pod nazivom Politeia, a u djelu Obrana Sokratova prikazuje sudski proces koji je vođen protiv njegovog učitelja. Svojim idejama i djelima, Platon je osnovao novi filozofski pravac znan kao platonizam. Ontološko razdoblje zatvorio je Aristotel, vjerojatno najveći grčki filozof i ličnost koja je uvelike utjecala na daljnji razvoj zapadne filozofije. Smatrao se najvećim učenjakom svoga doba, a u svojim je djelima iznio i objasnio izrazito kompleksan filozofski sustav koji je po svom opusu gotovo sveobuhvatan. Najznačajnija djela su mu Metafizika, opširno i kompleksno djelo u kojem iznosi svoje viđenje metafizičke razdiobe bića, te Poetika u kojoj, iako je sačuvana fragmentarno, iznosi filozofiju umjetnosti i ideju mimezisa (jedinstvo mjesta, vremena i radnje). Dok se Platon postavio kao idealist, Aristotel je odbacio dio njegovih učenja i postavio se kao jedan od začetnika filozofskog realizma. 
U 8. stoljeću pr. Kr., Grci započinju kolonizaciju. Svoju državu, proširili su na teritorij cijelog Sredozemlja, dijelove Crnog mora i Male Azije, no najpoznatija kolonija, Magna Graecia nalazila se na otoku Siciliji. No, njihovo širenje na istok, koje se dogodilo u 5. stoljeću pr. Kr., uzrokovalo je probleme s Perzijancima. Ti problemi su bili primarni uzrok Grčko-perzijskih ratova. Rat je otvoren bitkom kod Maratona 490. pr. Kr., a donio je prvi, ali i iznenađujući, poraz moćne i brojčano nadmoćne perzijske vojske koju je vodio Darije I. Sljedeći značajni sukobi zbili su se 480. pr. Kr. kod Termopila, gdje Perzijanci jesu pobijedili, ali su pretrpjeli masivne gubitke od Leonidinih spartanskih trupa, te kod Salamine, gdje su Grci iskoristili svoje bolje pomorske vještine kako bi nanijeli težak poraz perzijskoj floti. Posljednju veliku pobjedu, Grci odnose kod Plateje 479. pr. Kr., gdje su ponovo iznenadili Perzijance, jer su kao brojčano nadjačani, Grci ipak uspjeli odnijeti pobjedu. Od tada, rat se polako smiruje, no ne potpuno. Kraj grčko-perzijskih ratova obilježen je potpisivanjem Kalijinog mira 449. pr. Kr. (ili 448. pr. Kr.).
No, mir u Grčkoj nije dugo trajao. Atena, koja se smatrala glavnim odgovornim za pobjedu protiv Perzije, preuzima prevlast nad svim grčkim polisima. Kako bi učvrstila svoju nadmoć, Atena je 478. pr. Kr. osnovala Delski savez (koji je tijekom ratova još uvijek služio u borbi protiv Perzije). Još prije Atene, Sparta, koja je uspostavila prevlast na Peloponezu, osnovala je Peloponeski savez koji je predstavljao rivale Delskom savezu. Ta dva saveza su oko 431. pr. Kr. započeli Peloponeski rat u svrhu dobivanja premoći nad grčkim polisima. Rat je započet tzv. Arhidamovim ratom (431. pr. Kr. - 421. pr. Kr.) koji je donio prvu veliku i značajnu pobjedu Spartancima. Nakon Arhidamovog rata, sklopljen je Nikijin mir, no to nije bilo potpuno primirje nego je samo donio kratko smirenje. Nikijin mir raskinut je 415. pr. Kr. kada započinje Sicilska ekspedicija. Tijekom Sicilske ekspedicije, Atena započinje protuudar. Na nagovor vojskovođe Alkibijada, Atena kreće u napad na Sirakuzu. Nakon osvajanja Katane, iz Atene stiže brod i obavještava Alkibijada da je uhićen pod optužbom da je skrnavio Eleuzinske misterije. Alkibijad je kasnije, na povratku u Atenu, uspio pobjeći te našao utočište u Sparti gdje je Spartancima detaljno iznio atenski plan. Ova izdaja rezultirala je potpunim krahom atenskog protuudara i još jednim teškim porazom atenske vojske. Peloponeski rat službeno je završen Dekelejskim ratom (413. pr. Kr. - 404. pr. Kr.). Tijekom Dekelejskog rata, Spartanci su pod vodstvom Lisandra uspjeli poraziti Atenjane, osvojiti sam grad (u kojem su uspostavili tzv. "Strahovladu tridesetorice") i postigli su konačni cilj - političku prevlast u grčkom svijetu. No, iako Atena nije više bila političko središte i sve je manje sudjelovala u političkom životu grčke, Atena je još uvijek ostala kulturno središte tadašnjeg svijeta.
| Filip II. Makedonski, vođa koji je pokorio, ali i ujedinio Grke, otac Makedonske države. |  | Filip II. Makedonski, vođa koji je pokorio, ali i ujedinio Grke, otac Makedonske države.                           |
| Filip II. Makedonski, vođa koji je pokorio, ali i ujedinio Grke, otac Makedonske države. |  | Aleksandar Veliki, Filipov sin, najveći makedonski osvajač - proširio je Makedonsku državu sve do današnje Indije. |

U 4. stoljeću pr. Kr. dolazi do jačanja Makedonaca, jednog od grčkih naroda. Svoj vrhunac doživljavaju tijekom vladavine Filipa II., čiji je primarni plan bio osvajanje grčkog svijeta i uspostava Makedonske države. Kako bi to uspio, Filip je morao dobiti priznanje ostalih Grka. To je uspio tako što je iskoristio makedonske rudnike zlata kako bi podmitio Grke da puste Makedonce da sudjeluju na Olimpijskim igrama, što je tada značilo priznanje pripadnosti grčkom svijetu. Međusobni sukobi unutar grčkog svijeta još su više olakšali posao Filipu II. Iako je Demosten u svojim filipikama upozoravao na moguću opasnost, Filip II. je 338. pr. Kr. iznenadio, ali i porazio Grke u bitci kod Heroneje. Sljedeće godine, Filip II. saziva Korintski kongres na kojem ujedinjuje sve grčke polise u jedinstvenu, Makedonsku, državu.
Godine 336. pr. Kr., Filip biva ubijen, a nasljeđuje ga njegov sin Aleksandar. Aleksandar je bio Aristotelov učenik i mnogo je cijenio kulturu. Svoj vojni pohod Aleksandar počinje 334. pr. Kr. kada poražava Perzijance i dio Grka pod vodstvom zapovjednika Memnona u bitci kod Granika. Sljedeće godine, ponovo pobjeđuje Perzijance kod Isa koje je vodio Darije III. Godine 332. pr. Kr. ulazi u Egipat gdje ga slave kao osloboditelja. U Egiptu je osnovao novi grad, Aleksandriju, koji je uskoro postao glavni grad Egipta. Posljednja velika bitka protiv Perzijanaca zbila se 331. pr. Kr. kod Gaugamele gdje je Aleksandar konačno dotukao Darija III. Konačnu prevlast nad Perzijom Aleksandar stiče 330. pr. Kr. kada odnosi pobjedu kod Perzijskih vrata. Nakon uspjeha u Perziji, Aleksandar je krenuo dalje prema današnjoj Indiji. Godine 326. pr. Kr. sukobljava se s kraljem Porom kod Hidaspa gdje doživljava svoj najteži poraz. Aleksandrov pohod je zaustavljen, a on i njegova vojska su se morali povući. Pri povratku u Babilon, Aleksandar 323. pr. Kr. umire pod, do danas, nerazjašnjenim okolnostima. Nakon njegove smrti, carstvo je podijeljeno na više helenističkih državica kojima su vladali Aleksandrovi nasljednici dijadosi.

### Stari Rim
Velik dio grčkog znanja prenesen je tijekom kolonizacije na rastuću Rimsku državu. Rim je brzo usvojio znanje i počeo se širiti preko Apenina koristeći nesložnost drugih naroda na tom području. Tijekom cijele njegove povijesti, jedini pravi rival Rima bila je fenička kolonija Kartaga, no u 3. stoljeću pr. Kr., Rim započinje Punske ratove koji su 146. pr. Kr. završeni pobjedom Rima. Ova pobjeda označila je početak rimske hegemonije. Rim se prvo uredio kao kraljevina kojom je vladalo 7 kraljeva. Nakon kraljevine dolazi do uspostave republike koja traje do 1. stoljeća pr. Kr. kada konačno dolazi do uspostave carstva. Rimsko Carstvo bila je dominantna svjetska sila sve do početka velike seobe naroda u 4. stoljeću. Najveći raspon doseglo je tijekom cara Trajana kada se proširilo do Britanije na sjeveru, a na istoku sve do Mezopotamije. Carstvo je u donijelo mir i snažnu centralističku vladu sranovnicima carstva, no mnogi građanski ratovi tijekom 3. stoljeća slabe državu. U 4. stoljeću, Dioklecijan i Konstantin Veliki dijele carstvo na Istok i Zapad (trajnu podjelu proveo je Teodozije I. Veliki 395.), te time usporavaju proces slabljenja carstva, no ne trajno. Dioklecijan je progonio kršćane, dok je Konstantin Milanskim ediktom iz 313. ozakonio kršćanstvo kao službenu religiju, te je time utro put da carstvo postane potpuno kršćansko, što je crkvu učinilo vrlo važnom institucijom u državi.

#### Rimsko Kraljevstvo
Prema predaji, grad Rim osnovan je 753. pr. Kr. od strane braće Romula i Rema. Nakon što je Romul ubio brata Rema i uspostavio vlast, nastaje Rimsko Kraljevstvo. Kraljevstvom je, kroz njegovu dvjestogodišnju povijest, vladalo sedmero legendarnih kraljeva. Kao prvi oblik rimske države, kraljevstvo je period oblikovanja svih državnih tradicija koje će se kasnije prenijeti na slavnu republiku. U ovom periodu dolazi do društvene podjele na patricije i plebejce. Patriciji (lat. patricii) predstavljali su bogato stanovništvo, koje je svoj ugledni društveni status primarno steklo rodom, a tek sekundarno bogatstvom, imalo je glavnu ulogu u državi. Plebejci (lat. plebs) predstavljali su stanovništvo, najčešće siromašno i seoskog porijekla, koje nije imalo nikakvih značajnih prava u državi. Kako su plebejci primarno obavljali fizičke poslove unutar države, često su bili iskorištavani od strane patricija. Kako bi se izborili za svoja prava, plebejci su primjenjivali secesije, odnosno bijeg iz samog grada na neko od okolnih brežuljaka u znak prosvjeda (najznačajniji bijeg je onaj iz 494. pr. Kr., kada bježe na Aventin i uspijevaju izboriti pravo na tribuna). S vremenom su se i neki plebejci počeli bogatiti što je uzrokovalo stvaranje novog društvenog sloja - plemića (lat. nobili). Plemići su zapravo bili obogaćeni plebejci koji su se svojim novcem uspjeli izboriti za veća prava i integrirati se među patricije. Period kraljevstva obilježen je i stvaranjem najvažnije rimske institucije - Senata.
Tijekom ovog perioda, Rim ratuje s mnogim narodima na Apeninskom polutoku, te u skladu s tim, proširuje svoj teritorij i stvara savezništva. Najznačajnija vojna reforma događa se za vladavine Servija Tulija, 6. kralja (etruščanskog porijekla) koji je cijelu vojsku podijelio na 5 društveno-imovinskih klasa. Ova vojna reforma znala je stvoriti probleme jer su se vojnici 5. klase znali boriti s kamenjima ili nekakvim drugim primitivnim oružjima.
Krajem Rimskog kraljevstva smatra se tzv. otmica Lukrecije koja se zbila 509. pr. Kr. Sin posljednjeg kralja, Tarkvinija Oholog, Sekst silovao je Lukreciju, sestru Lucija Junija Bruta. Nakon što se Lukercija povjerila obitelji, Brut je poveo narod u pobunu protiv kralja i njegove obitelji koja je rezultirala kraljevim progonstvom, rušenjem kraljevstva i uspostavom republike.

#### Rimska Republika
Nakon istjerivanja posljednjeg kralja, Rim ulazi u razdoblje republike. U skladu s tim, dolazi i do promjene u državnom uređenju. Na čelu države više nije kralj, nego su to dvojica konzula (prvi su bili Brut i Kolatin). Senat preuzima glavnu zakonodavnu vlast, a sve ostale političke pozicije držao je magistrat. Konzuli su predstavljali najviše magistre, a obilježje svakog magistra bila je toga praetexta (običaj koji su naslijedili od Etruščana). Među ostale više magistre su spadali i pretori (koji su nosili fasces), cenzori, kvestori i tribuni. Dvojicu konzula birali s centuriji na period od godinu dana, a ovlasti koje su dobili bile su ograničene (van granica Rima, odnosno u kolonijama i provincijama, imali su neograničenu vlast). No, tijekom značajnih državnih kriza (npr. rat), konzuli su mogli dobiti neograničenu vlast na 6 mjeseci, čime bi postali diktatori.
Početak Rimske Republike je, osim uspostavom novog društvenog ustroja, obilježen i ratovima, ali i građanskim nemirima. Plebejci su se za svoja prava borili secesijama (koje započinju 494. pr. Kr., a završavaju oko 300. pr. Kr.). Prvi secessio plebis rezultirao je pojavom pučkog tribuna, no za povijest je također značajan i drugi secessio plebis. Tijekom polovice 5. stoljeća pr. Kr., plebejci započinju pobunu sa zahtjevom za stvaranjem pisanih i formalnih zakona u državi. Nakon dugog odupiranja, patriciji su popustili, te Decimvir donovi tzv. Zakon dvanaest tablica koji je predstavljao i formalno utemeljene građanskog zakona, ali i rimskog prava. Što se tiče oružanih sukoba iz ovog perioda, Rimljani su se sukobili s Latinima kod Regilskog jezera 493. pr. Kr. i porazili ih. U 4. stoljeću pr. Kr., ratuju i protiv Kelta, koji potpuno uništavaju Rim (no Rim se uspio oporaviti), i kasnije protiv Samnita. Ovi manji ratni sukobi predstavljali su samo početak rimske ekspanzije i teritorijalnog širenja, koje će svoj vrhunac ipak doseći nešto kasnije, tijekom perioda carstva.
Nakon ovog perioda građanskih nemira i ratnih sukoba započinje uspon Rimske Republike. Nakon sukoba u Tarentu s epirskim kraljem Pir (epirski kralj)Pirom 280. pr. Kr., Rimljani interveniraju u sukobima grčkih kolonija koje su se nalazile na Sicliji u sklopu Magnae Graeciae. Kako su neke od kolonija i osvojili, Rimljani su došli u dodir s njihovom kulturom. U cilju ostvarivanja i održanja kontrole na osvojenoj teritoriji, Rimljani počinju osnivati svoje kolonije i provincije, što opet vodilo ka stvaranju saveza s gradovima i plemenima s različitim pravima i privilegijama:
1. punopravni građani Rima (građani Rima, kolonija i već svrstanih plemena)
2. zajednice s rimskim građanskim pravima, ali bez prava odlučivanja
3. saveznici, koji su mogli zadržati svoje autonomije

Ti sukobi oko grčkih kolonija kulminirali su 264. pr. Kr. u sukob znana kao Prvi punski rat. Rat je započet zbog sukoba interesa Rima i trgovačke države Kartage oko otoka Sicilije, točnije oko sukoba između lokalnih kolonija. Prvi punski rat primarno je bio pomorski rat koji je trajao sve do 241. pr. Kr. Kako su Rimljani željeli kontrolu nad cijelom Sicilijom, intervenirali su kada su Kartažani zaposjeli Mesanu. Kako se rat primarno vodio na moru, Rimljani, koji nisu bili dobri u pomorskim bitkama i nisu bili vješti brodograditelji, morali su iskoristiti znanja Grka kojima su pomagali. Grci su, kao izvrsni brodograditelji, uvelike pomogli Rimljanima tijekom borbi. Svoje brodograditeljske vještine prenijeli su na Rimljane, koji su ih jako brzo usvojili. Presudno "pomorsko pomagalo" koje su Rimljani koristili tijekom bitke bio je corvus (lat. gavran) - most kojim su se Rimljani mogli prebaciti na kartaške brodove i time simulirati kopnenu bitku, u kojoj su bili puno moćniji od Kartažana. Taj izum uvelike je pomogao rimskom brodovlju koje je nakon 23 godine duge i teške borbe 241. pr. Kr. uspjela poraziti Katragu, koja je pak prisiljena plaćati odštetu i prepustiti Siciliju Rimu, no uspjela je zadržati svoj utjecaj u Španjolskoj.

Nakon završetka prvog rata, uslijedilo je kratkotrajno primirje. Kartaga se proširila na području Španjolske, a u početku međuratnog razdoblja glavni zapovjednik bio je Hamilkar Barkas. Barkas je mrzio Rim zbog poraza i sramote koje je nanesao Kartagi u prvom punskom ratu, no nikada nije dobio odobrenje vladajućih plutokrata za početak ratnog sukoba. Svoju mržnji u bijes prenio je na svog sina, Hanibala. Hanibal se odvažio na osvećivanje časti svoje zemlje te je 218. pr. Kr. krenuo prema Rimu. No, Hanibal nije krenuo morskim putem, kako se moglo očekivati, već je krenuo kopnenim putem preko juga Francuske i sa slonovima i cijelom vojskom uspijeva prijeći Alpe, što je do tada bio neviđen potez.
Prva velika pobjeda Hanibalove vojske dogodila se već 217. pr. Kr. kod Trazimenskog jezera kada je Hanibal uspio poraziti Rimljane u jednoj od najbolje organiziranih zasjeda u vojnoj povijesti. Godine 216. pr. Kr. sukobili su se kod Kane, što je značajno jer je u njoj poginulo više od 50,000 ljudi. Nakon toga, Hanibal se sve više približavao Rimu i opsjedao ga punih 16 godina, no nikada nije uspio ući u sam grad i osvojiti ga. Sklopio je savez s Filipom V., makedonskim vladarom, no Rim je uspio naći saveznika koji se pobrinuo za Makedoniju, te je tako poslao svog vojskovođu Publija Kornelija Scipiona na Pirineje, gdje je izborio mnogo pobjeda. Hanibal, koji nije očekivao takav protuudar, poziva svog brata Hazdrubala (koji je ubio Scipinovog oca i ujaka u borbi) u pomoć, no on biva presretan od strane Scipiona Afričkog, čime je taj pokušaj propao. Rimljani tada mogli doći do Kartage, a vojsku je predvodio upravo Scipion. Kada su Kartažani uvidjeli da trebaju pomoć na njihovom tlu (današnji Tunis), pozvali su Hanibala natrag, čime se on povukao s Apenina, nikada ne osvojivši sam Rim.  Posljednji sukob zbio se kod Zame 202. pr. Kr. u kojoj Rimljani pod vodstvom Scipiona, koji je zbog svojih vojnih uspjeha dobio nadimak Africanus (lat. Afrički), konačno pobjeđuju Kartagu, te im nameću sramotan mirovni ugovor prema kojem su morali predati velik dio teritorija Rimu, plaćati odštetu i, što je bilo ključno za Treći punski rat, nisu se smjeli braniti, ili napadati bez dozvole rimskog Senata. Hanibal je nakon ovog poraza otišao na Istok gdje se priključio vojsci. No, nakon što je i ta vojska izgubila od strane Rimljana, Hanibal, ne želeći pasti pod njihov utjecaj, počinio je samoubojstvo trovanjem. 
Sklapanje mirovnog sporazuma i prestanak sukoba nisu smanjili tenzije između Rima i Kartage. Jedna od ključnih osoba unutar Rima, koja se zalagala za daljnji rat, ali i uništenje Kartage, bio je konzul Marko Porcije Katon Stariji. On je značajan po tome što je svaki svoj govor u senatu, neovisno o temi rasprave, završavao riječima Ceterum censeo Carthaginem esse delendam (lat. Uostalom, smatram da Kartagu treba uništiti.). No, kako Kartaga nije prekršila nijedan dio sporazuma, Rim nije imao osnove za napad. No, to se ubrzo promijenilo. Numiđani, pod vodstvom Mazinise, bili su južni susjedi Kartage i konstantno su je napadali želeći ju osvojiti. Kartaga je više puta tražila odobrenje za rat s Numiđanima, u skladu sa sporazumom, no nije ga dobila. Tada je Kartaga samoinicijativno odlučila obraniti svoje granice te je time prekršila uvjete sporazuma. Rimljani 149. pr. Kr. šalju svoje trupe u Kartagu, koje je vodio adoptirani sin Scipiona Afričkog, Publije Kornelije Scipion Emilijan. Nakon tri godine borbe, 146. pr. Kr. Rimljani odnose konačnu pobjedu (nakon 6 dana teških borbi za svaku ulicu unutar samoga grada) i time se službeno završavaju Punski ratovi. Sama Kartaga je nakon trećeg rata uništena, upravo kako je Katon rekao, a zemlja na kojoj se nalazila je izorana i pretvorena u rimski provinciju. Sva gradska bogatstva su opljačkana i prenesena u Rim od strane Emilijanove vojske, a preživjeli Kartažani su postali robovi.
Godine 146. pr. Kr., Rimljani završavaju Makedonske ratove, a svoj pohod na istok završavaju dobivanjem Pergama 133. pr. Kr., kojeg im je pergamski kralj ostavio oporučno nakon svoje smrti. No, u ovom periodu se unutar samog Rima počinju javljati prve pobune. Nakon Sicilijske pobune robova, Gaj Marije od 111. do 105. pr. Kr. vodi rat protiv Numiđana koje je vodio Jugurta. Tijekom ovog rata, Gaj Marije će steći onu moć koju je imao tijekom unutarnjopolitičkog sukoba sa Sulom i uspostaviti svoju plaćeničku vojsku, prvu privatnu vojsku u Rimu.
Varlo važan događaj u ovom periodu predstavljaju i borbe braće Grakho. Tiberije Grakho, stariji od dvojice braće, 133. pr. Kr., kao pučki tribun, započinje provođenje niza reformi, od kojih su najznačajniji leges agrarii (lat. agrarni zakoni), kojima je želio poboljšati status plebsa. No, kako su te reforme direktno umanjivale moći vladajućeg sloja, taj isti sloj je reagirao, potkupio velik dio Tiberijevih pristaša i 133. pr. Kr. organizirao "protuudar", organiziran u obliku javnih nemira, u kojem su Tiberije, koji je doduše ubijen unutar same zgrade Senata, tijekom sjednice, od strane svog rođaka Scipiona Nasice, i mnogi njegovi pristaše ubijeni i kasnije bačenu u rijeku Tiber.  Deset godina poslije, Tiberjev brat Gaj pokušava napraviti isto. No, Gaj svoje reforme ne temelji isključivo na agrarnim zakonima, već želi poboljšati status plebsa u svim aspektima života. No, isto kao ni Tiberije, ni Gaj nije uspio u svom naumu te su njegove reforme zaustavljane na isti način. No, za razliku od brata, Gaj je uspio izbjeći smrt od strane građana (za razliku od njegovih sljedbenika), te je pobjegao sa svojim vjernim robom Filokratom, kojem je, nakon bijega, najvjerojatnije naredio da ga ubije što je ovaj i učinio. No, najveći paradoks u ubojstvima dvojice boraca za pravo naroda je ta što je pobunu protiv njih započeo upravo podmićeni narod, kojeg je podmitila vlast, kojemu su braća Grakho željela pomoći.
Nakon braće Grakho, u Rimu dolazi do nove društvene podjele. Narod se sada dijeli na populare (zalagali se za veća prava puka) i optimate (željeli zadržati stari odnos). Ovakvo frakcioniranje dovest će i do prvog građanskog rata u povijesti Rima. Gaj Marije, koji je stao na stranu populara, i Lucije Kornelije Sula, vođa optimata, sukobljavaju se 88. pr. Kr. i time započinju građanski rat. Zanimljivo je kako sukob nije izbio zbog ideoloških nesuglasica, već zbog Pontskog rata. Pontski vođa Mitridat VI. diže ustanak protiv rimske vlasti i Senat mora donijeti odluku koga poslati da ga suzbije. Pravo je prvobitno dobio Sula, no Marije je uspio pritisnuti Senat da promijeni odluku. Sula, nezadovoljan, svojom vojskom napada marijevce, izvolijeva pobjedu i kreće u Pont. Tamo također odnosi pobjedu i vraća se u Rim kao proslavljeni vođa. 83. pr. Kr. se iskrcao u Italiju sa svojom legijom i savladao otpor pristalica Gaja Marija u krvavoj bitci kod Porta Kolina. Nakon tog sukoba, Sula 82. pr. Kr. uvodi diktaturu u kojoj se krvavo obračunao sa svojim protivnicima. Svojim proskripcijama Sula je ozakonio ubojstvo i pljačku svih marijevaca bez ikakvih zakonskim posljedica, a za red u državi bili su zaduženi kornelijevci, privatna vojska sastavljena od oslobođenih robova. No, treba spomenuti kako Sulina diktatura nije uvedena s ciljem rušenja državnog poretka već s ciljem dokazivanja da se, tada, već propadajuća Republika može voditi stabilno i čvrsto te kako još nije vrijeme za njezin pad. Njegov pokušaj da obnovi moć republike trajao je nešto više od 50 godina nakon što Sula, 79. pr. Kr., stupa s vlasti i ukida diktaturu. Nakon tih 50 godina, uslijedio je period carstva, no prije toga se trebaju spomenuti i Katilinina urota, te dva trijumvirata koja su prethodila padu republike.
Iako je Sula uspio dokazati da se Republika može voditi čvrstom i sigurnom rukom, interne spletke i urote s ciljem rušenja Republike su se nastavljale. Tijekom cijelog perioda Republike, možda najpoznatija urota je Katilinina urota. Lucije Sergije Katilina je već nekoliko godina unazad planirao zavjeru za rušenje Republike i uvođenje osobne diktature zbog niza političkih neuspjeha. Prije nego što je uspio provesti urotu, slavni govornik (nazivan i pater patriae) Marko Tulije Ciceron saznao je za njegov plan i odlučio ga zaustaviti. Nizom govora u Senatu, Ciceron je javno optužio Katilinu za kovanje urote protiv Republike i ovaj je bio prisiljen pobjeći. Tijekom tog bijega, Katilina umire, a Republika doživljava još jedan snažan interni udarac koji ju dodatno slabi.
Pokušaj jačanja Republike ponovo je započeo 60. pr. Kr. kada Gaj Julije Cezar, Marko Licinije Kras i Gaj Gnej Pompej sklapaju prvi trijumvirat. Cezar, sposobni vojskovođa, Kras, bogataš koji se istakao u Spartakovom ustanku 73. pr. Kr. i Pompej, politički moćnik, formiraju savez kojim su došli na vlast i osnažili Republiku. Kako bi lakše upravljali državom, trijumviri su Republiku podijelili na tri dijela - Pompej je ostao u Rimu i imao vlast na Apeninskom poluotoku, Cezar je dobio sjeverni dio gdje je vršio teritorijalnu ekspanziju (Galija, otok Velika Britanija), dok je Kras poslan u Afriku gdje je postao general i poginuo u bitci. Tijekom Krasove pogibelji, Cezar je bio van Rima, a Pompej je, želeći cijelu vlast za sebe, huškao senat protiv njega. Godine 50. pr. Kr., Senat, na nagovor Gneja Pompeja, proglašava Cezara izdajicom i naređuje mu da se vrati i preda oružje. Cezar, svjestan moguće opasnosti, dolazi sa svojom vojskom do rijeke Rubikon. Nakon što je odlučio priječi rijeku (tada je izrekao svoj poznati slogan Alea iacta est) započinje Drugi rimski građanski rat. Cezar, iskusniji i sposobniji vojskovođa od Pompeja, uspio je Pompeja natjerati na bijeg. No, Cezarove trupe su ga slijedile te su u nekoliko sukoba (jedan se čak vodio i na hrvatskoj obali) od kojih je najznačajniji bio onaj kod Farsale 48. pr. Kr., uspio dotući Pompejeve pristaše. Sam Pompej pobjegao je u Egipat gdje je njegovo ubojstvo naredio kralj Ptolomej XIII., Cezarov saveznik. No, Cezar je to ubojstvo iskoristio kako bi okupirao Egipat, prevarivši tako Ptolomeja. Nakon ovog građanskog rata, Cezar uvodi diktaturu. Tijekom te diktature, Cezar je na unutarnjopolitičkom planu težio ka pridobivanju podrške siromašnijih slojeva, a na vanjskopolitičkom planu, potporu je uspio dobiti raseljavanjem tada prenapučenih gradova u neke rimske prekomorske provincije. 
No, takva vlast, pogotovo zato što ju je držao samo jedan čovjek (koji se još sam proglasio doživotnim diktatorom), nije pogodovala bogatim republikancima, te su oni započeli kovati urotu protiv Cezara. U uroti su sudjelovali mnogi Senatori, među kojima je bio i Cezarov blizak savjetnik i usvojeni sin, Marko Junije Brut, no prema nekim izvorima, on je bio prisiljen sudjelovati u uroti. Atentat na Cezara izvršen je 15. ožujka 44. pr. Kr., na blagdan Martovskih ida, ispred zgrade Senata. Dok je bio na stepenicama, urotnici su mu prišli i izboli ga 23 puta, no povjesničar Svetonije tvrdi da je samo jedan ubod, i to u prsa, bio smrtonosan. Zanimljiva polemika vodi se i oko Cezarovih posljednjih riječi. Postoji nekoliko verzija, od one da nije rekao ništa pa do one da je rekao Zar i ti, sine?, međutim, danas je najpoznatija, a prema mnogim i najtočnija, ona teza da su Cezarove posljednje riječi bile Et tu, Brute? (postoje i verzije Et tu, Brute, mi fili? i Tu quoque, Brute, mi fili?), time aludirajući na činjenicu da je i Brut bio među urotnicima.
Cezarova smrt nije postigla željeni učinak. Snaga Republike nije vraćena, a željeni mir je još više poremećen. U političkom sukobu između cezarovaca i republikanaca pobijedili su cezarovci predvođeni trima osobama. Marko Antonije, Cezarov najvjerniji prijatelj, Marko Emilije Lepid, bogati Cezarov pristaša i Cezarov usvojeni pranećak Oktavijan August su oštro kritizirali Cezarove protivnike i zahtijevali smrt za njegove ubojice, a 43. pr. Kr. sklapaju savez i osnivaju Drugi trijumvirat. Ponovo je došlo do trodiobe vlasti - Oktavijan ostaje u Rimu, Lepid na upravo dobiva Hispaniju i Afriku, a Antonije odlazi na Istok kako bi se sukobio s Partom, tada najvećim neprijateljem Rima. Oktavijan je također, po uzoru na Sulu, uveo proskripcije čija je žrtva bio i slavni govornik Marko Tulije Ciceron, koji je u svojim filipikama već otprije kritizirao trijumvirat. Kao i u prvom trijumviratu, skladnom savezu dolazi kraj. Oktavijan je, kao Cezarov srodnik, smatrao da ima najveće pravo na vlast se nizom spletki riješio svojih suradnika. Lepida, koji je tada bio pontifex maximus, optužuje za protudržavnu urotu i oduzima mu sve ovlasti osim titule pontifexa maximusa i time ga de facto eliminira iz politike. 
| Oktavijan August, Cezarov pranećak. Sukobio se s Antonijem u građanskom ratu i uspio ga je poraziti. Nakon toga je dobio apsolutnu vlast i utemeljio Rimsko Carstvo. |  | Oktavijan August, Cezarov pranećak. Sukobio se s Antonijem u građanskom ratu i uspio ga je poraziti. Nakon toga je dobio apsolutnu vlast i utemeljio Rimsko Carstvo.                                                                                             |
| Oktavijan August, Cezarov pranećak. Sukobio se s Antonijem u građanskom ratu i uspio ga je poraziti. Nakon toga je dobio apsolutnu vlast i utemeljio Rimsko Carstvo. |  | Marko Antonije, Cezarov najvjerniji prijatelj. Nakon trodiobe vlasti poslan na Istok da se sukobi s Partom, no nakon afere s Kleopatrom optužen je, od strane Oktavijana, za antidržavne aktivnosti. Nakon Oktavijanove invazije Egipta počinio je samoubojstvo. |

Antonije je bio veći problem jer je bio popularniji i imao je veću podršku, no njegova afera s egipatskom kraljicom Kleopatrom i prestanak rata s Partom dala je Oktavijanu dobar razlog za to da optuži Antonija za antidržavne aktivnosti. Uskoro je Oktavijan Senatu predstavio i Antonijevu oporuku u kojoj je on vlast ostavio svom sinu Cezarionu, kojeg mu je rodila Kleopatra, a želio je i da ga se pokopa u Aleksandriji zajedno s Kleopatrom. Dio o Cezarionu kao nasljedniku nije dirnuo Senat, no Antonijeva želja da se pokopa izvan Rima razbjesnila je senatore. Oktavijan je, kao rođeni političar, optužio Kleopatru, a ne Antonija. Tako je dobio dopuštenje Senata za napad na Egipat što je i napravio, ali se time planirao riješiti i Antonija jer je znao da će doći u pomoć svojoj voljenoj. Tako se i dogodilo. Godine 31. pr. Kr. započela je bitka kod Akcija. Antonije je predvodio egipatske snage, a Rimljane je predvodio Oktavijanov iskusni general, Marko Vipsanije Agripa. Bitka se odvijala 2. rujna 31. pr. Kr., a Agripa je uspio odnijeti pobjedu i time je Oktavijan postao pobjednik posljednjeg građanskog rata Rimske Republike.
No, kako Antonije nije bio mrtav Oktavijan je nastavio invaziju Egipta, iako je pobjeda već bila osigurana. Antonije je sljedeće godine, našavši se u bezizlaznoj situaciji, počinio samoubojstvo probovši se nožem, no mislio je da je Kleopatra to već učinila. Najvjerojatnije dva tjedna nakon Antonijeve smrti i Kleopatra je počinila samoubojstvo (prema legendi je dala da ju ugrize aspa), a njihov sin Cezarion je ubijen.
Ovim samoubojstvima rat je i de iure priveden kraju i Oktavijan je ostao jedini i potpuni vladar Rimske Republike (princeps). No, Republika nije trajala dugo jer je već 16. siječnja 27. pr. Kr. Oktavijan, od strane Senata, proglašen carem i tim činom službeno prestaje Republika, a počinje period Rimskog Carstva.

#### Rimsko Carstvo

##### Principat
Nakon uspjeha u borbi proti svojih protivnika i uspjeha u Senatu, Oktavijan je 16. siječnja 27. pr. Kr. postao August (lat. Uzvišeni) i time službeno utemeljio Rimsko Carstvo. Carstvo općenito dijelimo na principat i dominat. Principat označava period u kojem su carevi, iako u monarhističkom uređenju, davali privid da vladaju kao u doba republike, dok dominat predstvalja period u kojem je car i de facto i de iure imao apsolutnu, vrhovnu vlast. Rimsko Carstvo je kroz svoju povijest prošlo nekoliko povijesno važnih događaja, pa čak i diobu na dva dijela, a obilježilo ga je nekoliko carskih dinastija iz kojih su dolazili carevi. Prva, Augustova loza, bila je Julijevsko-Klaudijevska dinastija. Julijevsko-Klaudijevska dinastija, za koju se tada smatralo da je direktan potomak Eneje, osnivača Rima, dala je ukupno 5 careva - Augusta, Tiberija, Kaligulu, Klaudija i Nerona. Među ovih 5, samo se jedan može nazvati "imperator bonus" (lat. dobri car), a to je upravio bio prvi rimski car, Oktavijan August. Iako je držao titulu cara, August nikada nije službeno uveo diktaturu i uvijek je rimskom narodu davao velika prava i slobode. Takva vladavina uvjetovala je njegov konstantni reizbor na poziciji vladara, jer je August zadržao praksu izbora vladara, što se pokazao kao vrlo važan potez. Tijekom vladavine, osim titule cara, August je držao i mnoge druge političke i vojne titule, od kojih su najznačajnije one pontifex maximusa i vrhovnog vojnog zapovjednika Rimske Vojske. Kao vrhovni zapovjednik, August je, kao i većina njegovih nasljednika, širio carstvo i osvajao nova područja. No, nisu svi pohodi i bitke bili uspješni. U sukobu s Heruscima kod Teutoburške šume 9. godine, Publije Var se sukobio s heruškim zapovjednikom Arminijem i izgubio 3 od svojih 9 legija, a time i cijelu bitku. Ova bitka predstavljala je najveći rimski poraz tijekom Augustove vladavine. 
Držeći vlast i imajući podršku naroda, senata i vojske, August se pri kraju života povlači iz javnog života i odlučuje o pitanju nasljednika. Iako je podršku naroda imao Germanik, August je za svog nasljednika izabrao Tiberija, koji je bio uz njega sve do smrti. August je umro prirodnom smrću u 77. godini života, a njegovi posmrtni ostatci položeni su u Augustov mauzolej. Period Augustove vladavine poznat je još i pod nazivima "zlatno doba" i "Pax Augusta" (lat. Augustov mir). Drugi rimski car, Augustov nasljednik, bio je Tiberije. On je bio vrlo sposoban vojskovođa, ali ne toliko sposoban političar. Ugušio je pobunu dalmatinskih i panonskih plemena u Batonskom ratu, pobunu u Germaniji, kao i u provincijama Traciji, Galiji i Numidiji. Postao je nepopularan poslije čudnovate smrti svog nećaka Germanika 19. godine, za koju su mnogi tvrdili da je on bio odgovaran. Pred kraj života postaje sve više sumnjičav i paranoičan te likvidira sve one koji bi mu bili mogući protivnici. Umro je u svojoj vili u 78. godini života, prema nekima prirodnom smrću, a prema nekima je pak ubijen.
 Nakon Tiberijeve smrti na vlast stupa mladi Kaligula. Prema jednoj povijesnoj priči trebao je vladati zajedno s Gemelijom, no dao ga je ubiti, kao i samog cara Tiberija, no za tu priču ne postoji previše dokaza. Kaligula je car koji je najkraće vladao Rimom. Ojačao je snagu principata i povećao teritorij carstva, no prema nekim izvorima vladao je kao tiranin, smatrao se bogom i bio je nastran. Mnogi rimski povjesničari i izvori prikazivali su Kaligulu ludim, a Svetonije tvrdi da je imao i epilepsiju. Jedna anegdota koja potvrđuje priču o ludosti je ona u kojoj je Kaligula svog konja Incitata pokušao učiniti svećenikom i konzulom. Kaligula je ubijen kada je imao 28 godina u uroti koji su skovali senatori kako bi vratili republiku, no već sljedeći dan, pretorijanci su proglasili Klaudija carem. 
Klaudije je prvi rimski car rođen izvan Italije (Lugdunum je danas Lyon). Imao je mnogih zdravstvenih, a neki tvrde i mentalnih problema pa nije bio idealna kandidat za cara, no po dolasku na prijestolje, prema rimskim povjesničarima, stanje mu se poboljšalo. Iako nije bio dobar političar, Klaudije je uvelike doprinio razvoju carstva. Osvojio je Britaniju, a često je sudjelovao i u suđenjima. Ženio se ček 4 puta: s prve dvije se razveo, treću je dao ubiti, a četvrta mu je rodila Nerona – njegovog nasljednika. Stvari kojima su se ljudi najviše čudili kod njega bile su njegova zaboravljivost i rastresenost, a često bi se u razgovoru i ponašanju toliko zaboravio da se činilo da ne zna niti tko je, niti s kim priča, a kamoli o čemu se radi. Umro je 13. listopada 54. godine, u 64. godini svog života. Uzrok smrti bilo je trovanje, najvjerojatnije gljivom. Ubojstvo je najvjerojatnije izvršila njegova tadašnja supruga Agripina mlađa kako bi Nerona dovela na tron. Pokopan je s punim carskim sjajem i uvršten među bogove (deifikacija). 
Neron, Klaudijev sin i nasljednik, 5. rimski car bio je ujedno i posljednji car Julijevsko-Klaudijevske dinastije. Na tron rimskog cara dovela ga je majka Agripina mlađa nakon što je prethodno otrovala svoga muža, cara Klaudija. U početku je vladao kao dobar car, no kasnije je postao tiranin i jedan od najomraženijih rimskih careva. Na početku terora dao je ubiti svog brata, svoju majku, svog savjetnika, te svoje prve dvije supruge. Neron je bio bolesno ambiciozna osoba. U toj svojoj nerealnoj ambiciji želio je ponoviti djelo Aleksandra Makedonskog te je vodio skupe i nesigurne ratove na Istoku uzalud pokušavajući osvojiti Armeniju, sjevernu obalu Crnog mora i Etiopiju. Godine 64. Neron je zapalio Rim i za to okrivio kršćane te ih je počeo sustavno proganjati. Prema priči, Neron je svirao pjesmu o padu Troje dok je gledao kako mu grad gori. Kasnije naređuje još ubojstava, čak i nevinih osoba, a slavni pisac i filozof Seneka je bio prisiljen na samoubojstvo. Između 66. i 67. posjetio je Grčku, a kada se vratio u Rim, Senat ga je proglasio neprijateljem rimskog naroda i osudio na smrt, te je car u 31.  godini života počinio samoubojstvo. Nakon njega je uslijedila godina četiri cara, nakon koje na vlast stupa druga dinastija u povijesti carstva, dinastija Flavijevaca.
Godinu četiri cara, svojevrsnu mini krizu, započeo je Galba. Galba je već prije trebao biti ubijen po Neronovom naređenju, no uspio je izbjeći smrt. Njegova vladavina obilježena je neuspjelom financijskom reformom zbog koje je i ubijen u 70. godini života. Naslijedio ga je car Oton. Oton je bio taj koji je započeo pobunu protiv Galbe i njegovom je smrću postao car. No, ista stvar dogodila se i njemu kada je Vitelije počeo planirati pobunu protiv njega. Nakon neuspješnih pregovora, Vitelije je ušao u Rim i porazio Otonovu vojsku nakon čega je ovaj počinio samoubojstvo. Vitelije nije bio naročito ambiciozan car te je svu svoju vlast de facto prepustio savjetnicima. Takav oblik vladavine izazvao je veliko nezadovoljstvo naroda, koji je na koncu proglasio Vespazijana za cara, iako je de iure car još uvijek bio Vitelije. Vitelije je želio sklopiti mirovni sporazum, ali bez uspjeha. Ubijen je tijekom nereda u 58. godini života, a tijelo mu je kasnije bačeno u rijeku Tiber.
Tit Flavije Vespazijan je svojim preuzimanjem vlasti postao posljednji car u godini četiri cara (69.) i prvi car nove dinastije Rimskog Carstva - dinastije Flavijevaca. Na vlast je došao pobijedivši Vitelija u ratu.
Konsolidirao upravu i financije carstva i uveo novu politiku u provincijama – uveo je municipalne statute (leges) o upravljanju u provincijama, a bio je prvo car koji je ukinuo autonomiju grčkim gradovima. Vespazijan je tijekom vladavine započeo i niz ambicioznih građevinskih projekata od kojih je najznačajniji rimski Koloseum. Umro je u 70. godini života od posljedica bolesti, a posljednje riječi su mi bile: Dovraga, mislim da postajem Bog! Vespazijana je naslijedio njegov najstariji sin Tit.
Tit Flavije bio je najstariji Vespazijanov sin i naslijedio ga je nakon njegove smrti 79. godine. Iako je po dolasku na vlast bio izrazito nepopularan, popularnost mu je kasnije porasla i postao je jedan do tada najpopularnijih careva. Odmah po dolasku na vlast zbila se erupcija Vezuva koja je potpuno uništila gradove Herkulanej i Pompeji,  a u erupciji je preminuo i slavni povjesničar Plinije Stariji. Sam Tit zaslužan je za dovršetak Koloseuma, kojeg je započeo njegov otac, te za gušenje Židovskog ustanka u Judeji u Prvom rimsko-židovskom ratu (66.). Poticao je i financirao gradnju mnogih javnih ustanova. Tit je preminuo vrlo mlad, u 41. godini života. Uzrok smrti neki pripisuju malariji, a neki Titivom bratu i nasljedniku Domicijanu, koji je naredio liječniku da otruje Tita kako bi on sam došao na vlast. Ono što ne ide u prilog toj teoriji je činjenica da je Domicijan po dolasku na vlast deificirao svog brata.
Tit Flavije Domicijan bio je treći i posljednji car iz dinastije Flavijevaca, naslijedio je svog brata brata Tita. U prvo vrijeme istakao se kao valjan vladar; podizao je poljoprivredu, gradio ceste i trošio velike svote za građevine, osnivao biblioteke, utemeljio posebna natjecanja u grčkoj i latinskoj poeziji i glazbi i pomagao književnike, održavao je mir u provincijama i proširio teritorij, a u čast bratove pobjede nad Židovima, podiže i Titov slavoluk.
No, kada se proglasio bogom (deus) i gospodarom (dominus postao je neomiljen i uskoro se počela kovati urota. Ubili su ga zavjerenici među kojima je bila i njegova žena Domicija Longina. Senat je nad njim izrekao damnatio memoriae, tj. odredio je da se njegovo ime briše sa svih spomenika i unište svi njegovi kipovi. U vrijeme smrti je imao 44 godine.
Vladavinu Flavijevaca je 96. je zemijenila vladavina tzv. Pet dobrih careva nakon kojih je uslijedila kratkotrajna, ali efikasna, dinastija Antonina. Ovaj je period obilježilo veliko blagostanje, dobro upravljanje carstvom i velika ekspanzija, a u povijesti je period znan i kao Humanitarno Carstvo.
U ovom periodu upoznajemo se s pojmom uzurpatora. Prvi se pojavio u ovom periodu, a najviše ih je bilo rijekom krize III. stoljeća. Uzurpator Rimskog Carstva je pridjev koji se daje onoj osobi koja je u udaljenim krajevima carstva pokušala preuzeti vlast bez pravnog autoriteta i podrške, te svrgnuti legitimnog cara. Tijekom povijesti ustanci uzurpatora bili su kratki, a samo uzurpatori su ubijani tijekom svojih buna.
Prvi vladar od tih 5 dobrih careva bio je Marko Kokcej Nerva. Već je prije vladao, kao konzul 71. i 90. godine. Nakon ubojstva Domicijana narod i vojska su ga uz privolu senata proglasili carem. Najznačajnija točka vladavina mu je Lex agraria (Agrarni zakon), prema kojemu su mnogi bezemljaši dobili zemlju.
Značajan je i jer je 97. godine usvojio Trajana kao svog sina i postavio ga za suvladara. Dana 1. siječnja 98. Nerva je dobio srčani udar, a samo 26 dana kasnije umro je od posljedica vrućice u 67. godini.
Trajan je bio drugi car iz u periodu pet dobrih careva. Bio je zapovjednik i upravitelj Germanije kada ga je Nerva posvojio i odredio kao svog nasljednika. Poslije Nervine smrti, postao je carem. Za njegove vladavine Rim je doživio najveću ekspanziju (117. godina).
Najznačajnija pobjeda bila mu je ona u ratovima protiv Dačana koja se i dan danas komemorira slavnim Trajanovim stupom. Vladao je iznimno dobro i imao je snažnu podršku, pa je Senat govorio: "Budi sretniji od Augusta i bolji Od Trajana. Umro je od posljedice edema u 63. godini. On je jedini Rimljanin koji je bio mrtav u vrijeme održavanja trijumfa za njegove pobjede.
Hadrijan je bio Trajanov nasljednik i treći od pet dobrih careva. Povijest ga uglavnom pamti kao cara koji je poticao kulturni razvoj, no ipak je, kroz iznimno pacifističku politiku, uspio očuvati tadašnju snagu carstva.
Najznamenitija značajka njegove vladavine je zid koji je odvojio Britaniju od Škotske, znan kao Hadrijanov zid.
Za njegove vladavine izgrađen je i najpoznatiji (i najbolje očuvani) rimski hram - Panteon. Neki povjesničari tvrde da je planove za ovaj velebni hram s kupolom dovršio sam Hadrijan. Umro je u 62. godini, a njegovo tijelo je nakon smrti premiještano iz raznih gradova sve dok nije kremirano. Posmrtno je deificiran.
Antonin Pio bio je pretposljednji vladar od pet dobrih careva, osnivač dinastije Antonina. U suradnji sa senatom proveo administrativne reforme koje je započeo Hadrijan, a uspješno je branio teritorij carstva koji je naslijedio od Trajana i Hadrijana.
Bio je iznimno sposoban i omiljen vladar, što i dokazuje činjenica da je nesmetano vladao pune 23 godine, najduže nakon samog Augusta. Preminuo je od vrućice u 75. godini života.
| Lucije Ver |  | Lucije Ver     |
| Lucije Ver |  | Marko Aurelije |

Antonina Pija su naslijedila dvojica careva - Lucije Ver i Marko Aurelije. Ovo je bio prvi slučaj tijekom Carstva da su istovremeno bila dva legitimna cara. Njih su dvojica svoju vladavinu započeli 8. ožujka 161. godine, dan nakon smrti Antonina Pija i zajedno su vladali do 169. godine, kada Ver umire a Aurelije nastavlja vladati samostalno.
Lucije Ver je bio vrlo rastrošan car i mnogo je trošio na samog sebe i vlastite užitke. Marko Aurelije nije odobravao takvo ponašanje, no nije mogao ništa pošto je Ver svoje carske dužnosti obavljao bez većih poteškoća. Ver je svoj najveći ratni uspjeh postigao u ratu protiv Parta (162. – 166.) kada je, nakon nekoliko značajnih pobjeda, prisilo partskog vladara na primirje. No, novi rat je bio i njegov kraj. Godine 168. izbili su Markomanski ratovi na istočnim teritorijima carstva. Iako su ratovi trajali sve do 180. godine, Ver nije izdržao niti prvu godinu rata. Po povratku s bojišnice u Rim, Ver je pokazivao simptome trovanja hranom, te je na koncu i preminuo iste godine. No, njegova smrt nije skroz razjašnjena jer se pretpostavlja da su mogući uzrok smrti boginje, pošto je Ver umro tijekom Antoninske pošasti. No, ta teorija nije potvrđena. Iako su postojale nesuglasice među njima, Aurelije je tugovao zbog smrti svog posvojenog brata i čak održao svečane igre u njegovu čast, nakon prijenosa tijela u Rim.
Aurelije je pak bio dosta drugačiji vladar od svog brata. Cijeli se život bavio filozofijom, te je i kao car pohađao je filozofska predavanja. Njegovo djelo, napisano na grčkom jeziku, Samome sebi (Meditations), sastoji se od misli i upozorenja koje je car samom sebi uputio tijekom jednog ratnog pohoda protiv Markomana. Iako je djelovao u helenističko-rimskom razdoblju, bio je stoik. Umro je s 58 godina ili u Sirmiju ili u Vindoboni (Beč), najvjerojatnije od posljedica malarije.

## Razvijeni i kasni srednji vijek
Monotonija ranog srednjeg vijeka razbijena je 1054. kada dolazi do shizme u kojoj je došlo do konačne podjele između kršćanske crkve na zapadnu (katoličku, sa središtem u Rimu) i istočnu (pravoslavnu, sa središtem u Konstantinopolu).

## Europa u novom vijeku

### Klasicizam i prosvjetiteljstvo/Apsolutizam i parlamentarizam
Iako su pokreti kao takvi počeli nastajati tek završetkom baroka 1750. godine, novotarske društveno-političke ideje u Europi javljaju se već krajem XVI. stoljeća. Naime, pod utjecajem uspješno provedenih reformnih ideja unutar Crkve i novih mogućnosti proizašlih iz velikih geografskih otkrića, Europa ulazi u novo razdoblje svoje povijesti koje će biti obilježeno, na političkom planu, razvojem dvaju političkih sustava koji će povijest obilježavati sve do Prvog svjetskog rata. Jedan od njih bio je centralizirani, despotski sustav poznat kao dvorski apsolutizam, dok je drugi bio u skladu s prosvjetiteljskim idejama koje će se u punom obliku javiti tek kasnije, ali će svoje početke imati na kraju XVI. stoljeća u obliku parlamentarizma.
Iako je bila zemlja koja se na karti nije toliko istaknula, Nizozemska je bila pokretač liberalnih promjena u Europi. Zemlja koja je bila pod upravom španjolskog kralja Filipa II. bila je podijeljena na sjeverni, protestantski dio i južni, katolički dio. Nasljednik Karla V. bio je žestok pobornik katoličanstva te je, shodno s tim, forsirao tu vjeru svim zemljama pod njegovom upravom. Ipak, otpor sjevernih pokrajina Nizozemske bio je velik tako da je u toj zemlji došlo do niza protušpanjolskih ustanaka na čije je čelo postavljen Willem Oranje. Nakon niza više-manje uspješnih ustanaka, radikalne sjeverne pokrajine 1579. sklapaju savez znan kao Utrechtska Unija. Taj je savez odvojio sjeverne pokrajine Nizozemske u zasebnu zajednicu, koja će 1581. proglasiti Ujedinjenu Nizozemsku. Na čelo zemlje je, kao Stadtholder, zasjeo Vilim I. Oranski, a novoosnovana država postala je najliberalnija zemlja Europe i jedna od prvih suvremenih republika. Ipak, brojni problemi izbijat će na tom području zbog španjolsko-francuskog pritiska, tako da će njezina samostalnost biti potvrđena tek nakon Westfalskog mira 1648. godine. 

Istovremeno, Velika Britanija se još od Magne charte razvija u duhu parlamentarnog monarhizma, ali se po ulasku u novi vijek taj sustav modernizira. Henrik VIII., iz dinastije Tudor, već se 1531. odvojio od Katoličke crkve osnovavši Anglikansku crkvu, čime se Britanija odvojila od aktualnih strujanja u Europi. Henrika je na prijestolju naslijedio sin Edvard VI., koji je samo nastavio očeve crkvene reforme, ali veći broj problema izbio je kada je za nasljednicu odredio svoju rođakinju Lady Jane Grey. Nakon njegove smrti, titula joj je osporena tako da je s prijestolja svrgnuta nakon samo 9 dana, a zamijenila ju je Edvardova polusestra Marija I. Marijanski progoni, koji su obilježili njezinu vladavinu, rezultirali su smrću gotovo 300 protestanata, zbog čega je postala iznimno nepopularna i dobila nadimak "Krvava Marija". Njezin pokušaj vraćanja katoličanstva u Englesku, za što je potporu dobila od svog supruga Filipa II., nije bio uspješan, tako da je njezine reforme ukinula njezina sestra i nasljednica, Elizabeta I. Kraljica Elizabeta bila je posljednja vladarica dinastije Tudor, a njezinu je vladavinu obilježio početak snažnije kolonijalne politike, ali i kulturni i politički uspon Velike Britanije. Elizabetansko doba donijelo je sa sobom vjersku snošljivost i slobodno ispovijedanje vjere, razvoj suvremene engleske književnosti (u vrijeme Elizabetanskog teatra djeluje i William Shakespeare, a sama kraljica bila je poznata po sviranju lutnje) i općenit uspon Velike Britanije. Ipak, nakon njezine smrti, parlament na vlast dovodi škotsku, katoličku dinastiju Stuart čiji je predstavnik, Jakov I. izabran za novog kralja. Jakov I. nije se pokazao kao stabilan vladar, a najavio je povratak apsolutističkoj politici kakvu će kasnije forsirati Stuarti. Za vrijeme njegove vlasti zasnovana je i slavna Barutna urota koji je predvodio Guy Fawkes. Naime, 5. studenog 1605., Fawkes je sa skupinom urotnika pokušao dignuti u zrak zgradu Parlamenta i ubiti kralja Jakova. Njegov atentat na kralja nije uspio, a zgrada Parlamenta ostala je čitava, tako da je zavjera propala, ali je nepopularnost kralja sve više rasla. Ipak je Jakov I. vladao do svoje smrti 1625., kada ga naslijedio sin Karlo I. Karlo je uveo otvoreni apsolutizam, raspustio Parlament, povećao poreze i svu vlast preuzeo u svoje ruke. Parlament je za njegove vladavine sazvan samo 2 puta, a drugi put je bio i posljednji za njegove vladavine. Godine 1640., kralj je ponovo sazvao Parlament kako bi dobio odobrenje za gušenje ustanka u Škotskoj. Ipak, na sjednici Parlamenta odbijena je kraljeva porezna reforma, a izglasano je da se Parlament smije raspustiti samo na vlastiti zahtjev. 
 Autoritet kralja je pao, a ubrzo se zastupnik Oliver Cromwell otvoreno pobunio i započeo, 1642. godine, Engleski građanski rat. Iako se Cromwell u devet godina rata pokazao kao zaštitnik naroda i protivnik kraljevskog apsolutizma, kraj rata donio je drugu priču. Smaknućem kralja Karla 1649., građanski rat je završio (iako se još jedna kampanja vodila od 1649. do 1651.), a Cromwell je uspostavio Engleski Commonwealth sa sobom na čelu. Cromwell je, suprotno svim očekivanjima, zavladao diktatorski u tom republikanskom uređenju u Velikoj Britaniji zbog čega je izazivao sve veće negodovanje, čak i među onima koji su ga izvorno podržavali. Njegovi diktaturu obilježio je slavni Navigacijski akt iz 1651., kojim je osigurana dominacija britanske mornarice (Nepobjediva armada postepeno je slabila, a ovim je aktom dominacija nametnuta i Nizozemskoj). Godine 1653. uspostavljen je Protektorat, a Cromwell je proglašen Lordom Protektorom. Tu je funkciju obnašao sve do svoje smrti 1658. Nakon njegove smrti, pao je i Protektorat, a rojalisti su brzo iskoristili priliku i ugrabili vlast te ponovo uspostavili monarhiju na čelu sa Stuartima. Karlo II. doveden je na vlast uz snažan pritisak Parlamenta tako da su njegovi pokušaji vraćanja apsolutizma bili poprilično ograničeni, ali je zato otvorio vrata svome bratu Jakovu II. koji je nastavio sa širenjem politike apsolutizma. Engleski parlament, u kojemu su se u tom periodu formirale prve stranke, konzervativni torijevci i liberalni vigovci, nije želio ponoviti situaciju kao oni s Karlom I., tako da je 1688. brzo intervenirao i u "Slavnoj revoluciji" (naziv je dobila jer je izvršena bez ijedne prolivene kapi krvi, zbog čega se i naziva "Beskrvna revolucija") svrgnuo Jakova II. s vlasti i doveo njegova zeta Vilima III. na englesko prijestolje. Vladar iz nizozemske obitelji Oranje potvrdio je prava Parlamenta čime je Velika Britanija, nakon što je 1215. sve počelo, službeno potvrđena kao parlamentarna monarhija. Posljednji odjek dinastije Stuart bila je Vilimova nasljednica, kraljica Ana. Ona je Velikoj Britaniji pripojila Gibraltar, sudjelovala je u Ratu za španjolsku baštinu gdje je njezin zapovjednik John Churchill Marlborough odnio ključne pobjede, a 1707. donijela je slavni Union Act čime je Engleska ujedinjena sa Škotskom i tako je osnovano Ujedinjeno Kraljevstvo Velike Britanije. Anne je imala gotovo 20 djece, ali nijednog muškog nasljednika, tako da je, nakon njezine smrti, parlament na čelo zemlje doveo Đuru I. iz njemačke dinastije Hannover, čime je uslijedio period britanske povijesti obilježen vladavinom stranih dinastija.
| Kardinali Richalieu i Mazarin. |  | Kardinali Richalieu i Mazarin. |
| Kardinali Richalieu i Mazarin. |  |                                |

Ostatak Europe se razvijao u duhu apsolutizma. Teorijske postavke vladarskom pravcu dao je engleski filozof Thomas Hobbes u svome djelu Levijatan. Naime, Hobbes je smatrao da jedna zajednica mora povjeriti vlast i autoritet jednoj osobi (ili osobama) koja bi, gotovo despotski, vladala tom zajednicom za njezino vlastito dobro. Apsolutna vlast, dakle, ne počiva u rukama većine, već u rukama pojedinca (ili manje skupine) čiji legitimitet proizlazi iz društvenog ugovora (kojeg će kasnije elaborirati prosvjetiteljstvo), ali nije vječan i podložan je promjeni. Hobbes je tako bio jedan od prvih mislioca koji se otvoreno zalagao za apsolutističko uređenja, iako, paradoksalno, u njegovoj rodnoj Engleskoj ono nikada nije u potpunosti zaživjelo. Francuska se, nakon niza dinastičkih smjena i nestabilnosti tokom Srednjeg vijeka, uspjela stabilizirati dolaskom Burbonaca na vlast. Nakon Henrika IV., na vlast je došao Louis XIII. Pravedni. Iako je dvorski apsolutizam u Francuskoj bio iznimno snažan, njegovu prvu fazu obilježila je dominacija državnih tajnika, kardinala Richelieua i Mazarina. Dok je Richelieu vodio osnivanje Académie Française i koordinirao sudjelovanje u Tridesetogodišnjem ratu za vrijeme Luja XIII., Mazarin je obilježio prvi dio vladavine Luja XIV. 
 Ipak, kako je "Kralj Sunce" jačao (njegova vladavina trajala je od 1643. do 1715.), potreba za savjetnicima i vladarima iz sjene se gubila, tako da je Francuska, sa završetkom XVII. stoljeća, ulazila u čisti kraljevski apsolutizam i tako predstavljala najbolji primjer takvog uređenja u svijetu. Luj XIV. je bio izrazito rastrošan vladar čime je uspio isprazniti državnu blagajnu. Ipak, kako se i sam bavio baletom, poticao je i kulturu (u ovom periodu djeluje slavni skladatelj Jean-Baptiste Lully), a vrhunac njegove kulturno-rastrošne djelatnosti je raskošna palača Versailles. Njegov plan o uspostavi francuske dominacije nad cijelim kontinentom nikada nije zaživio, iako će mu se Napoleon približiti tijekom svojih pohoda. Smrću dugogodišnjeg vladara na prijestolje dolazi Luj XV., vladar koji je zbog brojnih stvari ostao zabilježen kao jedan od najnepopularnijih francuskih vladara. Iako je pokušao provesti uspješnu financijsku reformu, dolazak Johna Lawa u Pariz rezultirao je osnivanjem državne banke, ali i prvom pravom gospodarskom krizom u novijoj povijesti. Državna kasa praznila se novim izdatcima, kraljeve afere s građankama koje su dobivale plemićke titule (Madame de Pompadour i Madame du Barry) činile su ga sve omraženijim, a vanjskopolitički neuspjeh sve je to još više potkopavao. Naime, kada je 1756. godine izbio Sedmogodišnji rat (prvi rat u povijesti koji se vodio na čak tri kontinenta istovremeno - Azija, Europa, Sjeverna Amerika), Luj XV. je stao na stranu Habsburgovaca i Rusa protiv Pruske i Ujedinjenog Kraljevstva. Dok su Rusi istupili, a Habsburgovci izgubili rat uz manje gubitke, Francuzi su doživjeli sramotan poraz od Britanaca koji je kulminirao mirom u Parizu kojim je Francuska izgubila sve sjevernoameričke posjede u korist Ujedinjenog Kraljevstva. Iako je vladao do 1774., Luj XV. nije povećao svoju popularnost, a njegov potpuni debakl ostavio je njegovom nasljedniku državu u velikoj krizi koja će kulminirati još većom revolucijom.
Habsburgovci su, gledajući cjelokupni geopolitički kontekst, bili najjača vladarska dinastija na svijetu. Naime, njihova vlast protezala se kroz tri zemlje (Habsburška Monarhija, Sveto Rimsko Carstvo i Španjolska) te njihove prekomorske posjede, tako da je njihov najjači vladar, Karlo V. imao posjede na svim naseljenim kontinentima. Njihov uspon započeo je još u Srednjem vijeku, a ubrzo se njihov utjecaj proširio na germanski, ali i slavenski svijet Srednje i Jugoistočne Europe. Kako su bili izraziti katolici, odbijali su i borili se protiv protestantskim stremljenja u svojim zemljama, s tim da u Svetom Rimskom Carstvu, za razliku od Španjolske i Monarhije, bili nešto manje uspješni. Karlo V.je značajnu ulogu imao i u opoziciji Martinu Lutheru i njegovim reformama u Njemačkoj, ali nije imao prevelikog uspjeha jer je Evangelička crkva na sjeveru imala znata broj pobornika. Taj vjerski sukob u Njemačkoj razriješen je tek 1555. potpisivanjem Augburškog mira kojim je potvrđeno pravilo "čije je zemlja, njegova je i vjera" i to na Karlovu štetu. U Tridesetogodišnjem su ratu sudjelovali na strani katoličke koalicije. Ipak, Karlo V. se ubrzo odrekao svoje titule španjolskog kralja i habsburškog cara, ali je njegova obitelj zadržala vlast u tim zemljama, dok je on ostao car Svetog Rimskog Carstva. 
U Španjolskoj, gdje je Karlo V. vladao kao Karlo I., nasljedni vladar bio je Filip II. Za vrijeme njegove vladavine "nepobjediva armada" postupno će gubiti na snazi (posebno nakon poraza od Engleske), a izvorni uspjesi u Nizozemskoj rezultirat će odcjepljenjem sjevernih pokrajina. Nakon Filipa II. uslijedila je vladavina Habsburgovaca u Španjolskoj koja je završila smrću maloumnog Karla II. Iako ga je formalno naslijedio Filip V., u Španjolskoj je 1701. izbio višegodišnji Rat za španjolsku baštinu u kojem su prednjačili Burbonci i Habsburgovci. Iako su pod vodstvom Eugena Savojskog i Johna Churchilla Marlbourougha britansko-habsburške snage nanijele nekoliko teških poraza Francuzima (posebice kod Malplaqueta 1709.), mirom u Utrechtu 1713., potvrđenim kasnije u Rastattu i u Brestu 1714., Philippe V. je priznat za španjolskog kralja, ali je naglašeno kako se španjolska i francuska loza Bourbonaca nikada ne smiju ujediniti. Istovremeno, u Habsburškoj Monarhiji je Karla naslijedio car Ferdinand I. On je 1526. postao češki kralj, a 1. siječnja 1527. pod svoju je ingerenciju stavio i Ugarsko-Hrvatsko Kraljevstvo. Habsburgovci su tako zavladali gotovo cijelom Jugoistočnom Europom, a njihovu vladavinu obilježio je dvorski apsolutizam, bečki centralizam i postepena germanizacija, koja će kulminirati službenom. To će s vremenom dovoditi do sve većeg broja problema koji će do raspada te polinacionalne zajednice dovesti tek 1918. Za vrijeme cara Leopolda I. ugušeni su pokušaji urote u Hrvatskoj (Zrinsko-frankopanska urota) i Ugarskoj (prva urota Ferenca II. Rákóczija 1703.), a carski apsolutizam je još više učvršćen kako bi se izbjegli slični slučajevi. Nakon uspjeha i osnaženja, Leopold I. je usred Velikog turskog rata sazvao Sabor u Požunu 1687. na kojem je uveo pravo primogeniture za Habsburgovce i tako konsolidirao svoju vlast. Prije nego što se itko mogao pobuniti na takve odluke, Sabor je raspušten zbog kuge. Leopold I. umire 1705., kada ga nasljeđuje Josip I., dok u Španjolskoj vlada njegov brat Karlo III. (iako to pravo nikada nije formalno priznato već je Karlo samo bio pretendent, no ipak je boravio u Španjolskoj u tom razdoblju). Josip I. se 1707. suočio s novom Rákóczijevom bunom koja je riješena tek 1711. sklapanjem mira i priznavanja prava Ugarskoj, ali je tijekom tog sukoba umro Josip I. Vlast je formalno preuzeo njegov brat Karlo, ali, kako je on boravio u Španjolskoj, ugarsko-hrvatskim dijelom monarhije upravlja carica-majka Eleonora zajedno s namjesnikom Emerikom Estehazyjem, koji će biti jedan od glavnih poticatelja rješavanja nove krize. Ta nova kriza izbila je kada su se određeni dijelovi Monarhije pobunili na Pragmatičku sankciju cara Karla VI. iz 1713., kućni zakon kojim je svojoj kćeri osigurao prijestolje. Naime, kako je bilo izgledno da će car ostati bez muškog nasljednika (ni Josip I. ni Karlo nisu imali živućih sinova), trebao je osigurati prijestolje svojoj kćeri, Mariji Tereziji, kako ne bi došlo do dinastičke smjene. Hrvatski sabor je pravo Marije Terezije sankcionirao već 1712., dakle godinu dana prije donošenja kućnog zakona (što je car komemorirao zahvalom, ali ne i službenom sankcijom), a Ugarski je sabor to učinio tek 1722. (što je sankcionirano 1723.), ali su problemi izbili tek po dolasku Karlove kćeri na prijestolje.
Rusko Carstvo osnovano je 1547. kada se Ivan IV. Grozni okrinuo za cara, ali nije imao cjelovitost teritorija. Godina 1613. je krunidbom Mihajla I. Romanova označila nastanak cjelovitog Ruskog Carstva i dolazak dinastije Romanov na vlast u Rusiji. Ta će dinastija vladati Rusijom do pada carstva 1917. godine. Uspon i modernizacija Rusije započeli su za vrijeme vladavine Petra I., koji je na prijestolje došao 1689. godine. On je, u svojoj kočiji, in cognito proputovao Europu (najviše mu se svidjela Nizozemska) i pozvao nekolicinu europskih stručnjaka u Rusiju kako bi modernizirali društvo i gospodarstvo. Donesen je niz zakona usklađenih s europskim tekovinama, a započela je i teritorijalna ekspanzija u Europi (osvajanje Azova 1696.) i na Istoku (ekspedicija Danca Vitusa Beringa). Godine 1700. Petar se sukobio sa švedskim kraljem Karlom XII. oko dominacije na Baltiku i tako započeo Veliki sjeverni rat. Švedska je još ranije, za vladavine Gustava I. Vase istupila iz nestabilne Kalmarske Unije, a za kralja Gustava II. Adolfa uspostavljen je čvrst apsolutizam i dominacija Švedske u Skandinaviji. Nakon početnog ruskog poraza kod Narve 1701., Petar I. započinje izgradnju Petropavlovske utvrde 1703. koja će kasnije postati novi glavni grad Carstva po imenu Petrograd. Pogoršanje švedskih odnosa sa Zapadom omogućilo je Petru I. uspješan protunapad i pobjedu u ključnoj bitci kod Poltave 1709. u kojoj je poražen i vođa ukrajinskih kozaka Ivan Mazepa. Veliki sjeverni rat završen je mirom u Nystadu 1721. godine, kada Petar I. Veliki sebe proglašava za cara svih rusa. Rusija je ušla u novi period svoje povijesti, ali je već 1725., nakon Petrove smrti, došlo do turbulencije na ruskom prijestolju. Petra je nasljedila supruga Katarina I., a nakon nje su se izmjenjivali carevi i carice. Petar II. vladao je samo tri godine, a carica Ana je uspjela u vraćanju Azova (on je izgubljen 1711.). 
 Njezin nasljednik bio je Ivan VI., koji je također vladao dosta kratko, da bi carica Elizabeta uspjela nastaviti teritorijalnu ekspanziju Rusije. Prekretnica je uslijedila za vladavine nestabilnog Petra III. Kao pobornik Pruskog vladara, Petar III. je 1762., mirom u Petrogradu istupio iz Sedmogodišnjeg rata, a ubrzo je došlo do dvorske zavjere u kojoj je i ubijen. Zanimljivo je kako je zavjeru predvodila njegova supruga, Katarina II. Velika, koja će sljedećih 30-ak godina vladati Rusijom.
Iako je ženidbenim savezom nastala još 1386., Poljsko-Litavska Unija potvrđena je tek 1569. sklapanjem Lublinskog sporazuma kao zajednica dvaju europskih zemalja. Iako je ispočetka bila stabilna zemlja, XVII. stoljeće i smrt Jana III. donose velike probleme i snažnu političku destabilizaciju zemlje. Jedan od ključnih uzroka tomu bila je i samovolja poljske šljahte, plemićkog sloja. Nakon smrti Jana III., za kralja je izabran August II. Jaki, ali je ubrzo svrgnut od strane švedskog kralja koji je za kralja postavio Stanislawa I. Leszczynskog. Nakon švedskog poraza kod Poltave, August II. je vraćen na prijestolje, ali je ubrzo došlo do novog oružanog sukoba. Rat za poljsku krunu trajao je od 1733. do 1735., a razriješen je mirom u Beču. Habsburško-ruski proteže, August II., priznat je kao vladar, a njegovom sinu August III. potvrđeno je nasljeđeno prijestolje (koje je dobio 1733.). Ipak, situacija u Poljskoj nije se smirivala. Dolaskom proruskog kralja Stanisława Augusta započeo je utjecaj stranih sila u Poljskoj. Dio šljahte pokušao je očuvati teritorij i stabilnost osnivanjem Barske Konfederacije 1768., koja je bez većih problema ugašena nakon bitke. Već 1772. došlo je do onoga čega se poljsko plemstvo bojalo - prva podjela Poljske. Rusko Carstvo, Pruska i Habsburška monarhija podijelile su intersne zone na sjeveroistoku, zapadu i jugu zemlje i tako započeli brisanje poljske države. Iako je Četverogodišnji sejm 1791. donio prvi Poljski ustav, za promjenu je bilo prekasno. Godine 1793. izvršena je druga podjela Poljske, a otimačina teritorija izazvala je i nacionalno buđenje u Poljskoj. Narodni heroj, Tadeusz Kościuszko, podigao je 1794. ustanak s ciljem stabilizacije stanja u Poljskoj, ali je Rusija brzo intervenirala. General Aleksandar Suvorov poslan je u Poljsku gdje je bez većih problema ugušio ustanak i, kao mjeru opreza, počinio genocid nad Poljacima u selu Prag pokraj Varšave. Sljedeće godine, kralj je bio prisiljen na abdikaciju, a 1795. dolazi do treće i posljednje podjele Poljske - Rusija, Pruska i Monarhija podijelile su teritorij Poljsko-Litavske Unije i tako izbrisale tu zemlju s karte Europe.
Iako će car Nikola I. tek kasnije upotrijebiti tu sintagmu, Osmansko Carstvo je već u XVII. i XVIII. stoljeću steklo status "bolesnika na Bosporu". Iako su početni uspjesi na europskom tlu bili redoviti, situacija se nakon Mohačke bitke 1526. počela stišavati. Godine 1532. Nikola Jurišić uspijeva obraniti Kiseg, ali su Osmanlije zato 1537. zauzele Klis i krenule prema Beču. Iako su kod Sigeta 1566. odnijeli pobjedu, smrt Sulejmana II. i veliki gubici vojske koju je preuzeo Mehmed-paša Sokolović nisu zadovoljili tradiciju, a već je 1593. godine uslijedio težak osmanski poraz kod Siska. Vojska Hasan-paše Predojevića morala se predati pred carskom vojskom koju je predvodio Toma Erdödy. Tijekom prvog dijela XVII. stoljeća Osmanlije uglavnom ne napadaju, da bi se 1683., vojska velikog vezira Kare Mustafe uputila prema Beču. Druga opsada Beča trajala je dva mjeseca da bi se sama bitka odvila 11. rujna 1683. Iako je izgledalo da će Osmanlije pokoriti glavni grad Monarhije, pomoć poljskog kralja Jana III. rezultirala je osmanskim porazom i povlačenjem. Ubrzo će Mletačka Republika, Poljska i Habsburška Monarhija, na poticaj Pape, osnovati Svetu ligu, a započet će i oslobodilački pohod Eugena Savojskog koji će osloboditi i spaliti Sarajevo, nanijeti Osmanlijama tržak poraz kod Sente 1697., a došao je i do Srbije, ali se morao povući. Granice su dogovorene mirom u Srijemskim Karlovcima 1699., a nakon dva sukoba revidirane su u Požarevcu (1718.) i u Beogradu (1739.). Unutarnja politika bila je u ovom periodu velika boljka Osmanskog Carstva. Čitlučenje (privatizacija zemljišta) je stvaralo velike gospodarske probleme, nepotizam političke, a nesposobnost sultana bio je vrhunac krize. Sultan Mustafa II. svrgnut je zbog nesposobnosti da se nosi s krizom, a njegov je nasljednik Ahmet III. isprva podržavao ustanike, da bi se s njima kasnije obračunao. Ipak, ustanci u brojnim dijelovima carstva uzrokovali su novu krizu koja je rezultirala smjenom sultana Ahmeta III. U tom je periodu došlo do rapidnih smjena sultana, a neki od njih su više vremena provodili po haremima (kao Osman III.) nego što su se bavili državom, tako da je bilo situacija kada je glavni crni eunuh bio de facto vođa države. Svojevrsna stabilizacija uslijedila je za vladavine Selima III., ali njegove reforme nisu naišle na odjeka tako da je na koncu udavljen prilikom pokušaja povratka na vlast. Istovremeno, Osmanlije trpe velike poraze od Rusa u dvama sukobima. Godine 1774., Kučuk-kajnardžijskim mirom završen je šestogodišnji sukob kojim su Rusi dobili Krim (anektiran 1873. zajedno s lukom Sevastopolj) i pravo zaštite pravoslavnih vjernika u Osmanskom Carstvu. U drugom sukobu (1787. - 1792.) Rusi su, predvođeni generalom Potjemkinom, odnijeli još jednu pobjedu i nakon Jašijskog mira 1792. pripojili luku Odesu.
Pruska se još početkom novog vijeka počela izdizati među njemačkim državama, a jednu od vodećih uloga dobila je nakon što je njezin knez dobio status kneza-izbornika. Spajanjem kneževina Pruske i Brandenburg i proglašenjem kneza Friedricha III. za kralja Fridrika I., osnovana je Kraljevina Pruska 1701. godine. Bila je to militaristička zemlja koja je postepeno dobivala status europske velesile. Izrađena na strogim i discipliniranim načelima militarizma, Pruska za Fridrika Vilima I. unaprjeđuje svoju vojsku, da bi vrhunac razvoja i potvrđivanje statusa velesile stekla za vrijeme Fridrika II. Hohenzollerna.

Fridrik II. je obilježio oblik vladavine koji će služiti kao spoj apsolutizma i parlamentarno-prosvjetiteljskih ideja koje donosi XVIII. stoljeće, a znan je kao prosvijećeni apsolutizam. Obilježen je čvrstom vladarskom rukom potpomognutom liberalnim reformama i unaprjeđenjem kulturno-intelektualne sfere života. Fridrik II., na čijem je dvoru boravio i Voltaire, a on sam je bio flautist, bio je jedan od prvih vladara koji je aktivno primjenjivao takav sustav vladanja. Prusko gospodarstvo je unaprijeđeno, otvarana su sveučilišta, a poticana je i kulturna djelatnost. Na području vanjske politike, godine 1740. sudjeluje u Ratu za austrijsko nasljeđe kao jedan od onih koji je osporavao titulu Mariji Tereziji. Monarhiji je oduzeo Šlesku, a 1748. je Aachenskim mirom potvrdio to osvajanje, ali je Pruska priznala Mariju Tereziju za vladara. Godine 1756. započeo je i Sedmogodišnji rat, ali je nakon što su habsburško-ruske trupe ušle u Berlin i Kalinjingrad (odakle su istjerani uz britansku pomoć), s Monarhijiom 1763. godine potpisao mir u Hubertsburgu i rat završio kao što ga je i započeo (status quo ante bellum). Njegova protivnica, Marija Terezija, također spada u kategoriju prosvijećenih apsolutista. 
| Marija Terezija u mladosti. |  | Marija Terezija u mladosti. |
| Marija Terezija u mladosti. |  | Car Josip II.               |

U Monarhiji je vladala od 1740. do 1780. (kao kralj), a titulu Rimskog cara držao je njezin suprug Franjo Stjepan Lotarinški. U Monarhiji je gradila ceste (jozefina), uvela obavezno školstvo, ukinula progon vještica, poticala kulturnu djelatnost i obnavljala političke institucije (Hrvatsko kraljevinsko vijeće) i županije, a urbarima (Slavonski urbar 1756. i Hrvatski urbar 1780.) je regulirala feudalne odnose i uvela reforme tržišta. Njezin sin Josip II. bio je njezin suvladar od 1765. (kada mu je umro otac), a nakon njezine smrti nastavio je s provođenjem reformi u duhu prosvijećenog apsolutizma, iako je u svojim potezima bio nešto radikalniji. Već je 1781. donio Patent o vjerskoj snošljivosti, kojima je izjednačio sve vjere i crkvama oduzeo posjede i pravo obrazovanja, te Patent o ukidanju kmetstva, kojim su feudalni odnosi ukinuti u Austriji. Također, bio je prvi Habsburgovac koji je pristao na obred dvostrukog krunjenja (austrijska i ugarska kruna), čime je pridobio mađarske političare na svoju stranu. Ipak, radikalne reforme Josipa II. su mu stvorile više protivnika nego pobornika. Ukidanjem kmetstva (koje je u Ugarskoj ukinuto 1785.) zamjerio se plemstvu, Patentom o vjerskoj snošljivosti crkvi, a obaveznom germanizacijom (koja je od 1784. postala dio službene državne politike) ostalim narodima Monarhije (posebno Mađarima). Pred kraj svoje desetogodišnje vladavine uključio se u Dubički rat protiv Osmanlija, ali je ubrzo došao do situacije u kojoj mu je bila potrebna pomoć za uspješno privođenje rata kraju. Kako je s vremenom stvorio više neprijatelja, nitko mu nije bio spreman pružiti pomoć, tako da je pred kraj života morao povući gotovo sve svoje reforme kako bi dobio traženu pomoć. Josip II. je umro 1790. kao veliki reformator čije reforme nisu izdržale test vremena. Naslijedio ga je brat Leopold II., toskanski vladar, koji je Svištovskim mirom 1791. godine istupio završio Dubički rat, a na vlasti se pokazao znatno konzervativnijim nego što je bio u Toskanu. On je umro 1792., a naslijedio ga je konzervativni sin Franjo II. Prosvijećeni apsolutizam zaživio je i u Rusiji i to tijekom vladavine Katarine II. (1762. – 1796.). Ruske je carica na vlast došla uklonivši supruga, a započela je s provođenjem velikog broja reformi, iako su se odlike vladarskog apsolutizma još uvijek održale. Najbolji primjer toga bio je prosvijećeni "ustav" nazvan Nakaz (zbog kojeg je sazvala Zakonodavno povjerenstvo), unatoč kojemu je provodila vlast čvrstom rukom. Dopisivala se s Voltaireom, od koga je crpila ideje, a poticala je rad novoosnovanog Moskovskog sveučilišta i petogradske Akademije znanosti. Podržavala je imperijalističku politiku prema Istoku, a ustanke je gušila u krvi. Žrtva joj je bio i ukrajinski kozak Jemeljan Pugačov (samoprozvani car Petar III.), čiji je ustanak ugušen u krvi, a on je uhićen i pogubljen u Moskvi. Njezinom vladavinom vraća se strogi apsolutizam u Rusiji. 
Gospodarski, ovaj je period doveo do konflikta triju ekonomskih doktrina koje će u XIX. vijeku prepustiti mjesto kapitalizmu i planskoj ekonomiji. Iako je merkantilizam (doktrina zasnovana na trgovini) poznata još od početaka novog vijeka, u Pruskoj se Joseph von Sonnenfels zagovarao doktrinu kameralizma, nadogradnju merkantilizma koja je smatrala da se državna blagajna treba puniti povećanim porezima uz potpunu i cjelokupnu državnu kontrolu gospodarstva. Ekonomski liberalizam začeo je i objasnio škotski ekonomist Adam Smith u svom djelu Bogatsvo naroda (1776.). Zalagao sa za slobodno tržište, naglašavajući važnost slobodne konkurencije i zakona ponude i potražnje, čime će predstaviti ono što će kasnije postati osnova kapitalističkog sustava. S druge strane, obama sustavima u Francuskoj se suprotstavio ekonomist François Quesnay koji je zagovarao doktrinu fiziokratizma. Ova se bazirala na poljoprivrednoj proizvodnji, a sam Quesnay naglašavao je kako je zemlja glavni izvor bilo kakvog bogatstva.

Na području kulture, kićenost i povremena neumjerenost baroka zamijenjena je antički-utemeljenim klasicizmom. Ideali antičko-renesansnih poetika vraćaju se ponovo među umjetničke teme, a dolazi do znakovitog pojednostavnjenja i naglašavanja umjerenosti. U književnosti se mitološka tematika očituje u tragedijama Jeana Racinea i Pierrea Corneillea, dok se u djelima komediografa Molièrea vidi oštra društvena kritika uklopljena u tipiziranu antičku fabulu. Sličan princip koristi i talijanski komediograf Carlo Goldoni, dok se u engleskoj književnosti ističe pjesnik Alexander Pope. U slikarstvo je dominantan stil bio neoklasicizam. 
 Doktrina pravca je i u slikarstvu i u kiparstvu i u arhitekturi bila identična, jedino što se radbi drugačija terminologija nego za književnosti i glazbu. Stil je dominirao u Francuskoj, tako da su se najviše istaknuli Nicolas Poussin, Jean Auguste Dominique Ingres i Jacques-Louis David, aktivni sudionik kasnije Francuske revolucije, što mu je omogućilo da "nametne" svoj stil drugim umjetnicima. Glazbeni klasicizam obilježio je trolist glazbenih velikana koje predvode Austrijanci Wolfgang Amadeus Mozart i Joseph Haydn te Nijemac Ludwig van Beethoven. Haydn, čijih je stotinjak simfonija obilježilo njegov rad, imao je dosta kompleksan život pun privatnih problema, poslovnog izrabljivanja i materijalnih poteškoća, a radio je na dvoru obitelji Esterházy, da bi kasnije završio u Parizu i Londonu. Život je završio u Beču. Wolfgang Amadeus Mozart rođen je u Salzburgu 1756., a umro u Beču 1791. godine. Zbog iznimnog glazbenog talenta kojeg je pred ocem Leopoldom pokazao još kao dječak, stekao je svjetsku slavu i titulu "Wunderkinda". Proputovao je gotovo cijelu Europu, da bi se kasnije skrasio na bečkom dvoru cara Josipa II. gdje nije imao previše uspjeha. Iako je njegova glazba bila genijalna i revolucionarna, a njegove opere grandiozne i inovativne, bečki dvor ga nikada nije prihvatio (iako su ga u Pragu obožavali) što je i bio jedan od glavnih razloga financijskih problema koji su ga pratili cijeli život. Preminuo je dosta mlad, radeći na svom Requiemu, kojeg je dovršio njegov učenik Franz Xaver Süssmayr. Pokopan je u masovnoj grobnici na bečkom sirotinjskom groblju u prisutnošću supruge Constanze. Ludwig van Beethoven bio je Haydnov učenik, a svojim je kasnijim radom utro put novom glazbenom pravcu - romantizmu. Prvi dio njegova stvaralaštva obilježen je klasicizmom i ranim simfonijama, a kasniji dio velebnim simfonijskim djelima koja su ga učinila poznatim. U periodu glazbenog pretklasicizma (pandan rokokou) stvarali i Domenico Scarlatti i Bachovi sinovi, a opernu reformu u periodu klasicizma inicirao je Christoph Willibald Gluck. Prosvjetiteljstvo u umjetničkom izrazu ne donosi puno novog (uglavnom dominiraju satira i kritika), ali je doprinio razvoju filozofske misli. Voltaire je vjerojatno predstavljao najznakovitiju ličnost pravca, a njegova praktična filozofija orijentirana je na pragmatičnost i uvođenje društveno-političkih promjena. Jean-Jacques Rousseau u svom Društvenom ugovoru donosi proširenje i objašnjenje Hobbesove teze "društvenog ugovora" i naglašava pravo suvereniteta i odrabira/smjene vlasti. U književnosti je zapamćen djelom Julija ili Nova Heloiza, a njegova moralno-didaktička filozofija iznesena je u djelu Emil ili O odgoju. Denis Diderot, znakovit i kao "otac" građanske drame i satiričar (Fatalist Jacques i njegov gospodar), zajedno s cijenjenim matematičarom Jeanom D'Alembertom započinje projekt Enciklopedije, koju je od 1751., pa do 1772., tiskao u Parizu. Bila je to prva usuatavljena knjiga teoretskog i praktičnog ljudskog znanja, a Diderotov krug dobio je nadimak "Enciklopedisti". U svom Duhu zakona, tiskanom 1748., Charles de Montesquieu iznio je sustavnu političku analizu trodiobe vlasti na izvršnu (egzekutivnu), zakonodavnu (legislativnu) i sudbenu (juridičku). Njegov je model, za razliku od Lockeovog ranijeg modela (zakonodavna, izvršna, federativna), usvojen u potpunosti i predstavlja temelj suvremenog političkog sustava. Iako će se razvijati kao poseban sustav, iz prosvjetiteljstva je proizašao i klasični njemački idealizam, čiji su najznačajniji predstavnici bili Immanuel Kant, Johann Gottlieb Fichte, Friedrich Wilhelm Joseph Schelling i Georg Wilhelm Friedrich Hegel, a sam se pravac temeljio na empirizmu i racionalizmu. Od ostalih mislilaca ističu se Claude Adrien Helvétius, koji je također boravio na dvoru Friedricha II., markiz Condorcet, čiji je doprinost politici ostao zapamćen, Paul Holbach, tvorac materijalističkog mehanicizma i Lamettrie, tvorac prvog sustavnog filozofskog ateizma.

## Revolucije, modernizacija i nacionalizam - Europa u XIX. stoljeću

### Prva industrijska revolucija
Dolazak XVIII. stoljeća donio je velike i rapidne promjene na europskom (a kasnije i svjetskom) tlu. Naime, formiranje većine suvremenih država postupno je završilo, tako da se većina tih zemalja mogla posvetiti gospodarskom i društvenom razvoju. Predvodnik tog razvoja bilo je Ujedinjeno Kraljevstvo, a slijedile su Nizozemska, Francuska i Pruska, a našto postupnije razvijale su se Habsburška Monarhija i Rusko Carstvo. 
Početna etapa razvoja obilježena je masovnom urbanizacijom i deagrarizacijom. Naime, u potrazi za boljim radnim uvjetima većina seoskoga stanovništva odlazi u gradove i napušta svoja imanja. Seoska imanja postepeno propadaju, otvaraju se industrijska postrojenja na do tada neiskorištenim područjima, a broj gradova i stanovnika u njima se povećava. Svakako da je to za posljedicu imalo brojne probleme u gradovima (kojima se broj stanovnika povećao i po nekoliko desetaka puta), među kojima je najveći bio prenapučenost. Iako je s vremenom jenjavala, poljoprivreda je bila prva grana gospodarstva koja se počela razvijati, a velik zamah dala je primjena plodoreda pri uzgajanju plodova i primjena novih kemijskih susptancijama, među kojima je najznakovitije bilo umjetno gnojivo. Ipak, postupno je razvoj poljoprivrede doveo do razvoja industrije, čime su se primarne djelatnosti postepeno napuštale, a društvene posljedice počele su se očitovati povećanom industrijalizacijom. 
Iako je bio poznat još od Antičke Grčke, parni stroj je bio izum koji nije imao praktičnu upotrebu. Ipak, škotski industrijalac James Watt uspio je, iskoristivši snagu vodene pare, 1764. patentirati usavršeni model parnoga stroja koji je ušao u praktičnu upotrebu i uveo revoluciju u gospodarstvo. Bio je to svakako najznačajniji izum toga doba, a doveo je do rapidnog industrijskog razvoja koji se, preko Ujedinjenog Kraljevstva (kao kolijevke revolucije), širio prema Francuskoj i Nizozemskoj, do Pruske. Ručni rad postepeno se zamjenjuje strojevima, što dovodi do masovnog otpuštanja radnika. Industrija se razvija, iskorištavaju se novi izvori energije (ugljen), dolazi do bolje prometne povezanosti, a osim gospodarskog, izum parnog stroja doveo je i do novog tehnološkog razvitka. Engleski inženjer George Stephenson patentirao je prvu parnu lokomotivu, slavni "Rocket", upravo na principu Wattova stroja. Prometna revolucija u Engleskoj je započela, a ubrzo će se otvarati i prve pruge. Prva, koja je korištena za prijevoz ugljena, bila je na relaciji Stockton-Darlington, a prva putnička pruga otvorena je na relaciji Manchester-Liverpool. Dok će se cestovni i zračni promet razvijati tek na prijelazu iz XIX. u XX. stoljeće, pomorski promet također bilježi napredak. Ključna figura u cijeloj priči bio je Amerikanac Robert Fulton, čiji je brod, odbijen od strane Napoleona, "Clermont" postao prvi putnički parobrod, a plovio je po rijeci Hudson, dok će slavni "Savannah" biti prvi parobrod koji je preplovio Atlantik i došao do Europe.
Ipak, odjek revolucije nije bio isključivo u gospodarski iskoristivim izumima, tako da je razvoj tehnologije uvjetovao i ubrzani razvoj znanosti. Engleski fizičar i kemičar, Sir Humphry Davy konstruirat će rudarsku lampu koja je rudarima po engleskim rudnicima omogućiti sigurniji rad jer je upozoravala na opasnost od opasnih plinova. U Francuskoj, slijepi inovator Louis Braille patentira Brailleovo pismo koje se i danas primjenjuje pri olakšavanju čitanja slijepcima, a kemičar Louis Daguerre usavršava fotografski aparat i stvara preteču fotografije, tzv. degerotipije (fotografiju će nešto kasnije patentirati Nicéphore Niépce). Tehnološke inovacije, kao gromobran (Benjamin Franklin) i telegraf (Samuel Morse), stizat će u Europu s američkog kopna.
Posljedice industrijske revolucije bile su mnogobrojne i očigledne u brojnim područjima društvenog života. Dok je poljoprivreda propadala, a gradovi nailazili na prenapučenost, radnička prava su patila. Djeca i žene su bili prisiljeni raditi najteže fizičke poslove za ništavne plaće (bilo je i situacija u kojima se plaće nisu ni davale), a muškarci su radili u neljudskim uvjetima. Isto tako, industrijalizacija i mehanizacija rada stvarala je sve veći broj nezadovoljnih radnika čija je radna snaga od tog trenutka postala nepotrebna. Vrhunac nezadovoljstva bio je pokret ludizam. Naime, u Engleskoj, Ned Ludd, predvodnik nezadovoljnih radnika, započeo je pokret rušenja i uništavanja strojeva koji bi trebao dovesti do nove potrebe za ljudskom radnom snagom. Ipak, Ludd nije naišao na odobravanje tako da su se njihovi ekscesi kažnjavali, a nerijetki su bili i brutalni sukobi s policijom. Sve u svemu, Prva industrijska revolucija predstavlja početak jedne nove etape europske povijesti koja će Europu, a kasnije i svijet, polako uvesti u suvremeno društvo.

### Političke revolucije
Vjerojatno u povijesti svijeta nije bilo razdoblja u kojem su nagli ekonomski razvoj i određene filozofske ideje toliko utjecale na kolektivnu svijest kao što je to bila druga polovica XVIII. stoljeća. Naime, odjek gospodarskog razvoja potaknutog Prvom industrijskom revolucijom doveo je do nastanka suvremenog društva u ekonomsko-tehnološkom smislu, odnosno do početaka onoga što će kasnije postati moderno i postmoderno društvo. Isto tako, racionalni pristup prosvjetitelja počeo je rušiti neke od osnovnih temelja koje je novovjekovna Europa poznavala i zastupala u tom trenutku. Temelji apsolutističke vlasti počinju se klimati, a narod, kao kolektiv, počinje preispitivati dogme o apsolutnosti koje je ranija historija etablirala. Bilo je to razdoblje općeg buđenja koje će kulminirati velikom građansko-demokratskom revolucijom koju će neki povjesničari nazvati najznačajnijim događajem suvremene povijesti.
Europa se politički nalazi u jednom periodu lokalno značajne, globalno ne toliko opasne, političke krize zbog velikih ekonomskih problema, naglih promjena, ali i čestih (iako malih) ratova koji nanose štetu sudionicama istih. Dok je unutarnjopolitički još uvijek koliko-toliko stabilna, Velika Britanija slabi na vanjskopolitičkom planu; burbonska Francuska je na koljenima zbog prekomjernog trošenja državne blagajne; Španjolska je davno prestala biti relevantna sila; Rusija i germanske zemlje još uvijek nemaju toliki vanjskopolitički utjecaj i još su u fazi razvoja (posebno novonastala Pruska i reformama zahvaćeno Rusko Carstvo; Habsburška Monarhija je koliko-toliko bila usklađena s europskim tekovinama). Iako nisu bile na teritoriju Europe, Sjedinjene Države imale su veoma važnu ulogu u oblikovanju europske povijesti druge polovice XVIII. stoljeća.
Kolonizaciju Sjeverne Amerike predvodili su Englezi i Francuzi, s tim da su potonji uspjeli zadržati samo manji dio na području današnje Kanade. Izvornih 13 saveznih država (odnosno kolonija) razvijalo se, u svojim početcima, u skladu s tekovinama engleskog društva, iako nisu imali gotovo nikakva prava u odnosu na stanovnike Otoka. Neke su savezne države uređene prema principima vjerskih struja (William Penn i kvekeri; katolici u Maryland u), među kojima su najznačajniji bili puritanci, izrazito utjecajna protestantska struja koja je nastala tijekom Marijanskih progona, au Sjedinjene Države izbjegla nakon Engleske restauracije. Iako je prvo naselje, Jamestown u Virginiji, osnovano još 1607., ne može se reći da Sjedinjene Države imaju posebno razvijenu urbano-gospodarsku mrežu kakvu susrećemo na europskom tlu u jeku urbanizacije i demografske eksplozije. Doduše, razlog tomu svakako je i izostanak naprednih ekonomskih promjena u Sjevernoj Americi, koja u tom razdoblju još uvijek u velikoj mjeri zaostaje za Europom (iako će ju u ekspresnom roku sustići, pa i prestići). Ipak, službena se Kruna prema svojim prekomorskim podanicima, koji su mahom bili Englezi (s obzirom na to da je domorodačko stanovništvo u tom razdoblju još uvijek izvan društvenih tekovina), odnosila i više nego nepravedno, oduzimajući im velik broj prava, koje su imali "regularni" stanovnici Monarhije. To je dovelo do sve većeg nezadovoljstva među "američkim Englezima", a nevoljkost kraljeva iz dinastije Hannover (Đuro I., Đuro II., Đuro III.), kao i tvrdokornih torijevskih premijera koji su ne samo podržavali nego i naglašavali kolonijalizam, a tu se prvenstveno misli na Villiama Pitta, starijeg i Villiama Pitta, mlađeg, nije pomagala u rješavanju rastućeg nezadovoljstva. Najznačajnija, možda i najvažniji, problem ovog odnosa bio je problem oporezivanja. Naime, kao državljani Ujedinjenog Kraljevstva, stanovnici Sjedinjenih Država morali su plaćati poreze kao i svi ostali, ali nisu imali pravo na zastupnika u parlamentu koji bi se borio za njihova prava, što je bilo nužno s obzirom na to da su u tom razdoblju Sjedinjene Države bile najrazvijenija britanska kolonija. Parola "no taxation without representation" (eng. "nema poreza bez predstavnika") postaće jedna od ključnih stavki američke borbe za ravnopravnost, a na koncu i za neovisnost. Javno nezadovoljstvo kulminiralo je 1770. godine kada je bijesna rulja verbalno napala 1 krunskog oficira u Bostonu. Ubrzo su intervenirali britanski crvenokošuljaši i ispalili hice na civile, ubivši nekoliko njih. Taj je događaj, poznat kao Bostonsko krvoproliće, bio očit primjer nedostatka volje za liberalizacijom i reformom od strane Krune, koja je odlučila primijeniti silu, umjesto probleme riješiti reformama. Godine 1773., politički vrh u Bostonu odbio je vratiti tri broda Istočnoindijske kompanije, tvrtke koja je držala monopol na uvoz čaja u Monarhiji, puna čaja, a ubrzo je grupa kolonisti ušla na brodove i uništila sve pošiljke čaja koje su se nalazile na njima. Predvodnik Bostonske čajanke bio je Samuel Adams, jedan od najvažnijih kolonijalnih političara u SAD-u i jedan od vodećih bostonskih političara. Ovaj događaj bio je neformalni početak onoga što će 19. travnja 1775., početkom bitke kod Lexingtona, postati Američki rat za nezavisnost. Taj rat bio je prvi rat za nezavisnost unutar britanske monarhije i jedan od prvih političko-revolucionarnih odjeka prosvjetiteljskih ideja (koje je prihvatila i Škola prirodnog prava kao državno-pravno-teorijski pokret koji je zagovarao prirodno pravo i društveni ugovor, između ostalih načela) u svijetu. Dana 4. srpnja 1776., John Adams, Thomas Jefferson, Samuel Adams, John Hancock, Thomas Paine, Benjamin Franklin, i drugi, donose dokument (iako, nisu svi bili i potpisnici) kojeg će historija pamtiti kao Deklaraciju o neovisnosti Sjedinjenih Američkih Država. Ideja da su "svi ljudi rođeni jednaki" i da imaju neotuđiva prava (kako subjektivna tako i objektivna), ideja prosvjetiteljstva i škole prirodnog prava, postala je tako dio jednog državotvornog dokumenta po prvi put u povijesti. Ideje koje će samo 10-ak godine nakon ovoga tresti cijelu Europu (izravno ili neizravno), prvi su puta primijenjene u jednoj britanskoj prekomorskoj koloniji, od strane ljudi koji su u velikoj mjeri bili pod utjecajem tih ideja, koje su primarno stizale iz Francuske.
Tijek samoga rata također će imati značajan utjecaj na Europu, s obzirom na to da je Velika Britanija bilo izravno involvirano. Kasnije će se u rat uplesti i Francuska, što će još više povećati utjecaj tog sukoba na Europu. Dok Monarhiju predvodi William Hove, na strani Kolonija stoji George Washington, budući prvi predsjednik SAD-a. Početni kolonijalni uspjeh kod Lexingtona zasjenilo je krvoproliće kod Bunker Hilla, britanska Pirova pobjeda koja je uzrokovala velike gubitke is jedne is druge strane. Sljedeće godine, kod Trentona, Washington odnosi važnu pobjedu koja je komemorirana njegovim slavnim prelaskom preko zaleđene rijeke Delaware. Godine 1777., Britanci i kolonijalisti dva puta se sukobljavaju kod Saratoge. Prvi puta slavili su Britanci, dok su u drugoj bitci kolonijalisti odnijeli odlučujući pobjedu. Sljedeće godine, kolonijalni veleposlanik u Parizu, Benjamin Franklin, traži pomoć od Francuske, koja se rado uključuje u rat kako bi se osvetila Britaniji zbog poraza i gubitaka u Sedmogodišnjem ratu. Kao veleposlanik u Parizu radio je i John Adams, kasniji 2. predsjednik SAD-a. Britanski pokušaji i prodori kulminirali su 1781. godine opsadom Yorktowna u kojoj su Britanci doživjeli odlučujući poraz koji je najavio završetak rata. Do kraja rata nije se vodila nijedna značajnija bitka, a uspjeh je bio na strani kolonija. Konačno, 1783. godine, dvije strane potpisuju mir u Parizu kojim je Monarhija i formalnopravno priznala nezavisnost 13 američkih kolonija.
Sjedinjene Države uskoro će formirati svoju državu i započeti rapidni razvoj temeljen na prosvjetiteljskim idejama koje su implementirane još 1776. Godine 1787. donijet će Ustav, koji je postao prvi moderni, pisani ustavni dokument u svijetu, a 1789. bit će nadopunjen Poveljom o pravima, odnosno s prvih 10 amandmana, koju je donio budući (4.) predsjednik, James Madison. Od Francuske će tada mlada i bogata država kupiti Louisianu i tako udvostručiti svoj teritorij, ali će njihovi ekspanzionističko-politički planovi kulminirati novim ratom s Britanijom. Rat 1812. - 1815. Bio je iniciran na američki zahtjev kako bi novonastala zemlja povećala svoj utjecaj i dobila dodatna prava, ali je (nakon što je 1814. izgorio Washington, zajedno s Bijelom kućom i ostalim vladinim zgradama) završio kao status quo ante bellum i tako se pokazao kao neuspjeh. Konačno formiranje američke vanjske politike u ovom razdoblju završilo je s donošenjem Monroeve doktrine. Peti predsjednik SAD-a, James Monroe, donio je taj dokument kojim je zabranjivao uplitanje vanjskih sila u politiku Amerike. Ipak, ta je doktrina imala i drugu stranu. U osnovi se mogla sažeti kao "Amerika Amerikancima", a osim što je zabranjivala već navedeno, bila je nastavak američke ekspanzionističke politike, koja se u doktrini ocrtavala kao pokušaj širenja utjecaja SAD-a na područje mladih država Latinske Amerike.
Iako je bila žarište ideja koje su dovele do bunta kolektivne svijesti protiv Ancien režima, Francuska nije bila prva zahvaćena ovim promjenama u pragmatično-praktičnom smislu. Ipak, osvjedočivši se primjerom Sjedinjenih Država, Francuska nije dugo čekala kako bi i sama poduzela ključni korak ka modernizaciji. Nesposobnog i neomiljenog Luja XV. Zamijenio je Luj XVI., kralj koji će dotući Francusko Kraljevstvo. Doduše, nije Luj XVI. sam kriv za raspad već destabiliziranog kraljevstva. Naime, prazna državna blagajna, snažan utjecaj sad već oslabjelog apsolutizma (posebno klera i višeg plemstva) i neuspješne porezne reforme su ono što je dočekalo Luja XVI., iako ne treba zaboraviti kako kralj nije uspio riješiti nijedan od tih problema tijekom svoje vladavine. Njegovi ministri financija, Anne Turgot i Jacques Necker, nisu uspjeli implementirati porezne reforme koje je društvena situacija nalagala i tako su samo doprinijeli njegovom fijasku. Naime, model da se višim slojevima naplaćuje veći porez kako bi se napunila državna kasa nije prošao zbog neodobravanja svećenstva i višeg plemstva. Turgotov i Neckerov fijasko, kombiniran s nekompetentnim kraljem i njegovom bahatom kraljicom, Marija Antoaneta ("Neka jedu kolače") rezultirao je, kao i u Sjedinjenim Državama, naglašenim nezadovoljstvom 3. staleža. Naime, u Francuskoj je još uvijek vrijedila trostaleška stratifikacija iz ranije povijesti koja je najviše štetila 3. staležu (građanstvu), posebno u staleškoj skupštini. U Skupštini je, kao iu stvarnom društvenom odnosu, najviše predstavnika imao treći stalež, au jeku nezadovoljstva, pridružilo im se i niže plemstvo iz 2. staleža, no kako se ui dalje glasalo staleški, dakle većinska odluka unutar staleža važila je kao odluka staleža. Iako je 3. stalež bio složan, kao i 1., prijepor unutar 2. staleža presudio bi u donošenju odluka. Ipak, manjinsko niže plemstvo koje je podržavalo 3. stalež nije se moglo oduprijeti konzervativnom dijelu svoje skupine i tako je glas 2. staleža išao u korist svećenstva i višeg plemstva, čime je, u omjeru 2:1, 3. stalež gubio. Pokušaji da se ovo promijeni nisu imali odjeka. Nakon potpisane Prisege na loptalištu, koju je potpisala izdvojena staleška otpora pod nazivom Narodna skupština, postavljeni su temelji revolucije. Osnovana je i Narodna garda na čije je čelo zasjeo Gilbert du Motier de La Fayette, prosvaljeni francuski general koji je sudjelovao iu Američkom ratu za neovisnost, koja je predstavljala vojni ogranak Narodne skupštine. Dva mjeseca nakon sazivanja Državnih staleža, pripadnici pariške milicije (prethodnici Narodne garde) 14. srpnja 1789. napadaju i osvajaju zatvor Bastilja, simbol francuskog apsolutizma i političkih progona. Cilj je bio osvajanje tvrđave i oslobađanje svih nepravedno zatvorenih osoba, ali na njihovu nesreću u Bastille se nalazilo samo 7 zatvorenika koji zaista jesu bili kriminalci, a ne politički zatvorenici. Taj događaj označio je službeni početak revolucije, a narod na pariškim uličnim barikadama bio je sve brojniji i sve glasniji. Dana 26. kolovoza 1789. donijeta je Deklaracija o pravima čovjeka i građanina, pravni dokument koji je postao temeljna politička doktrina Francuske revolucije. Deklaracija je bila donesena po uzoru na američku Deklaraciju, a temelj su joj, jasno, bila učenja Škole prirodnog prava i francuskih prosvjetitelja, posebno sociopolitičke ideje Jean Jacques Rousseaua (društveni ugovor) i Charlesa Montesquieua (trodioba vlasti). Deklaracija je jamčila jednakost prava svih osoba kao i temelj na novoj, građanskoj ideji.

### Napoleon
Godine 1769., na otoku Korziki, rođen je Napoleon Bonaparte. Taj budući francuski general i car postat će jedan od najvećih osvajača i zapovjednika u povijesti, a njegov utjecaj na cijelu epohu, u kojoj je pokazao svu silinu francuske vojske i svojih taktičkih sposobnosti, bio je neizmjeran. 
U svojim početcima, Napoleon je bio odani pristaša jakobinaca, a takva povezanost s vlašću, kombinirana s njegovim genijem, donijela mu je čin generala već 1793., odnosno u 24. godini. Nakon pada Robespierreovog Komiteta javnoga spasa i dolaska Direktorija (kojim upravljaju termidorci) na čelo, Napoleon kraći period provodi u kućnom pritvoru, no već 1797. sudjeluje u invaziji Italije. Nakon vojne pobjede u ratu i dogovora o podjeli s Habsburškom Monarhijom, Napoleon vrši invaziju Mletačke Republike koju će, nakon potpisivanja Mira u Campoformiju 1797., službeno ukinuti. Francuskoj su pripali apeninski dijelovi, dok je Monarhija dobila mletačke posjede na području današnje Slovenije i Hrvatske. Već sljedeće godine, Napoleon napada Egipat, kako bi oslabio britanske trgovinske puteve, no nakon pobjeda kod Piramida i Abukira, njegova opsada Aleksandrije nije bila uspješna, nakon čega se, 1799. godine, vraća u Francusku.
Po povratku u Francusku, Napoleon, sklapa dogovor s tadašnjim Direktorima opatom Josephom Sieyèsom (inače svećenikom i revolucionar), Rogerom Ducosom (kasnijim konzulom) i Josephom Fouchéom (kasnijim Ministrom policije), i 18. Brumairea izvršava coup d'etat, ukida Direktorij i uvodi Konzulat. Sam Napoleon postao je glavni konzul, dok su uz njega, u petogodišnjem periodu postojanja konzulata, na čelu države bila još 2 konzula, čiji je autoritet bio manji od Napoleonovog. Godine 1800. godine, Napoleon prelazi Alpe i sukobljava se s Habsburgovcima kod Marenga. U toj ključnoj bitci, Napoleon je odnio još jednu važnu pobjedu i 1801. potpisao Mir u Lunévilleu. Ovaj rat nije imao nekakvu posebnu motivaciju ili političku pozadinu, tako da je već u ranoj fazi njegove vladavine, do izražaja došla Napoleonova osvajačka politika. Godine 1804., on uvodi svoj Građanski zakonik kojim uvelike reformira političko-društveni sustav i uvodi zakon temeljen na prosvjetiteljskim idejama. Neke stavke tog zakonika i dan su danas dio zakona brojnih svjetskih država. Dana 2. prosinca 1804., u crkvi Notre Dame, Napoleon Bonaparte okrunit će se za cara i tako postati Napoleon I. Na krunidbi će biti prisutan i papa Pio VII., no on je samo predao krunu novom caru, dok si ju je na glavu stavio on sam. Bio je to jedan od najboljih primjera suvremene sekularizacije. Vječna boljka bit će mu i Velika Britanija, jedina zemlja koju, uz Rusko Carstvo, nikada nije pokorio. Prvi rat započet će već 1803., ali konačni i najznačajniji sukob dogodio se francuskim pomorskim desantom 1805. godine. Francuska sredozemna flota napala je Englesku flotu kojom je zapovijedao admiral Horatio Nelson. Ključni sukob zbio se kod Trafalgara 1805. godine. Bio je to konačni poraz francuske mornarice i posljednji direktni sukob te dvije zemlje. Lord Nelson uspio je pobijediti Napoleonovog admirala Pierrea de Villeneuvea i tako dotuči francusku mornaricu, no kao posljedica bitke, Nelson je izgubio desno oko i desnu ruku i nedugo nakon toga i preminuo. Napoleon se tada okrenuo kontinentu i svoje ratove nastavio voditi isključivo na kopnu. Njegova prva velika kopnena bitka bila je kod Austerlitza 1805. godine u kojoj je bez većih poteškoća porazio prusku vojsku, potpisao Mir u Požunu i, nakon odlučujuće pobjede kod Jene, okončao Sveto Rimsko Carstvo. Kao savez 16 državica na području bivšeg carstva, Napoleon je 1806. godine utemeljio Rajnski savez koji je bio podložan francuskoj upravi. Njegovi daljnji pohodi nastavljaju se na Istok gdje ratuje s Rusima i Prusima i ulazi u Varšavu. Mirom u Tilzitu uveo je kontinentalnu blokadu Rusima (ranije je napravio isto i Britancima), a sljedeće godine, 1808., okupira Španjolsku gdje za kralja postavlja svog brata Josepha. Iste godine, uz britansku pomoć, započeo je i Španjolski rat za nezavisnost (Poluotočki rat). Započeo je manjim gerilskim ustancima (Zaragoza i Bailén), a kasnije se razvio u pravi rat u kojem su španjolsko-britanske snage sve više i više potirale Francuze (veliki poraz bila je predaja generala Duponta kojom je pao Madrid), dok ih 1814., nakon prvog Napoleonovog pada, nisu skroz protjerali iz zemlje. 
Napoleon se zaustavlja u Poljskoj (tamo je utemeljio Veliko Vojvodstvo Varšave) i svoje ratovanje nastavlja s Habsburgovcima. Prva značajna bitka bila je kod Wagrama 1809. godine. Nakon mira u Schönbrunnu, Napoleon je sklopio brak s Marijom Lujzom, kćeri cara Franje II., kako bi učvrstio veze s Monarhijom (koje su bile iznimno labave), a pridobio je i obalna i gorska područja današnje Hrvatske i dobar dio Slovenije. Napoleonov general, Jacques Lauriston, već je 1808. ukinuo Dubrovačku Republiku, ušavši u grad prevarom, da bi nakon toga, bez Napoleonove direktne naredbe, raspustio Vijeće i proglasio Dubrovnik francuskim. Nakon spomenutog mira, Dubrovnik je ujedinjen s ostatkom dobivenog teritorija na čijem su mjestu proglašene Ilirske pokrajine. Njihovo središte bilo je u Ljubljani, a prvi upravnik bio je maršal Auguste Marmont. Pokorivši tako cijeli Zapad i dobar dio srednje Europe, Napoleon dalje kreće prema Istoku, na Rusiju.
Rusku vojsku predvodio je proslavljeni general Mihail Kutuzov, koji je koristio neobičnu i lukavu taktiku povlačenja, želeći namamiti Napoleona u zamku ruske zime. Nakon Smolenska, dvije vojske sukobljavaju se, u rujnu 1812., kod Borodina. Iako su Francuzi pobijedili i dobili slobodan put prema Moskvi, bio je to samo dio lukavog plana generala Kutuzova. Netom prije Napoleonovog ulaska u glavni grad, car Aleksandar I. bježi u Petrograd, evakuira Moskvu i pali grad. Napoleon tako ulazi u prazan, zapaljen grad koji mu je donio više problema nego što je planirao - car je odbio kapitulaciju, a Napoleon se morao poražen vratiti iz Rusije. Prilikom povratka, njegova je vojska gotovo desetkovana i uvelike oslabljena teškim zimskim uvjetima. To su iskoristile europske sile i dočekale Napoleona kod Leipziga 1813., gdje su ga u četverodnevnoj "Bitci naroda" dotukli. Prilikom povratka u Pariz, car Napoleon je zbačen s vlasti i protjeran na otočić Elbu u Sredozemlju.
No ipak, broj Napoleonovih pristaša i njegov utjecaj i dalje su bili iznimno veliki. Uspjevši pobjeći s Elbe, okupio je svoju vojsku i krenuo prema Parizu. Tamo ga je dočekala vojska, no Napoleon je stao, upitao ih hoće li se boriti protiv njega i čekao odluku velikog broja francuskih vojnika. Tada započinje njegova Vladavina 100 dana, odnosno njegov slavni povratak na francuski tron. Jasno, njegovim povratkom Europa se ponovo uzbunila i formirana je nova koalicija kojoj je cilj bio, trajno, zaustaviti Napoleona. Ključni sukob zbio se 18. lipnja 1815. godine kod Waterlooa u Belgiji. Napoleonova vojska teško je poražena od strane koalicijske vojske koju su predvodili engleski zapovjesnik Arthur Wellesley, vojvoda od Wellingtona i pruski genral Gebhard von Blücher. Nakon ovoga poraza, Napoleonu je konačno došao kraj. Poslan je na otok Sveta Helena, blizu afričke obale, gdje je i preminuo 1821. godine. Neki povijesni izvori navode kako je uzrok njegove smrti otrovni arsen trioksid koji se nalazio u zidnim bojama i koji ga je, sustavnim isparavanjem, otrovao.